# Амур і Психея

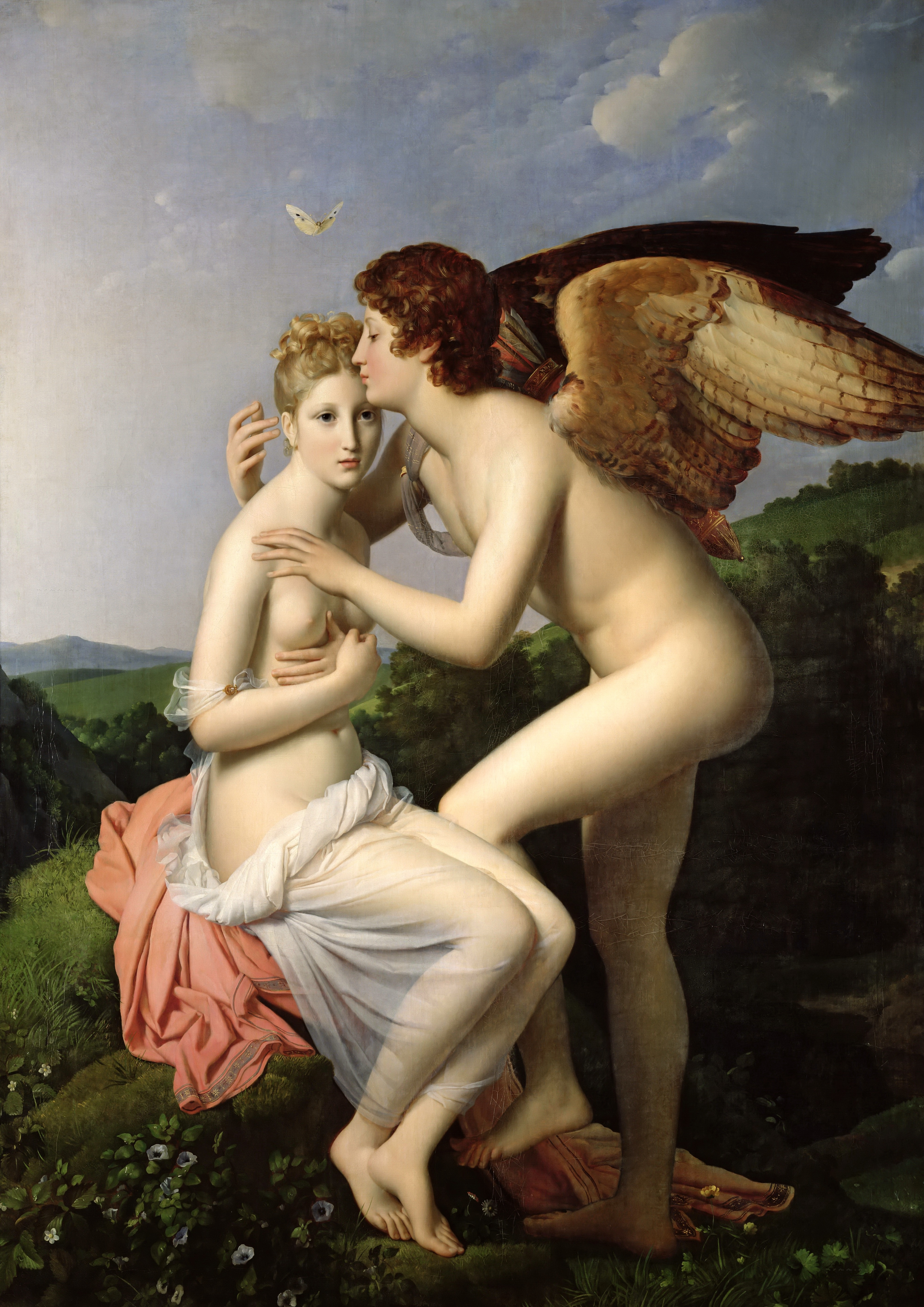
«Психея і Амур», також відома як «Психея отримує перший поцілунок Амура» (1798), Франсуа Жерара: символічний метелик ширяє над Психеєю в момент невинності перед сексуальним пробудженням.

«Амур і Психея» — історія, яка походить із «Метаморфоз» (також відомих як «Золотий осел»), написана в ІІ столітті нашої ери Луцієм Апулеєм (або Платоніком). Історія стосується подолання перешкод на шляху кохання між Психеєю і Амуром (Еросом, Купідоном), і їхній остаточний союз у священному шлюбі. Хоча єдиним розширеним оповіданням античності є історія Апулея з ІІ століття нашої ери, Ерос і Психея з'являлися в грецькому мистецтві ще в IV столітті до нашої ери. Неоплатонічні елементи історії та натяки на таємничі релігії дозволяють численні інтерпретації, і її аналізували як алегорію та в світлі фольклору, казки або міфу.
Історія про Амура і Психею була відома Боккаччо бл. 1370 року. Перша друкована версія датується 1469 роком. Відтоді образ Амура і Психеї широко представлений у класичній традиції. Ця історія була переказана в поезії, драмі та опері, а також широко зображена в живописі, скульптурі та навіть на шпалерах. Хоча в римській міфології Психею зазвичай називають її грецьким іменем, її римське ім'я через прямий переклад — Аніма.

## В Апулея

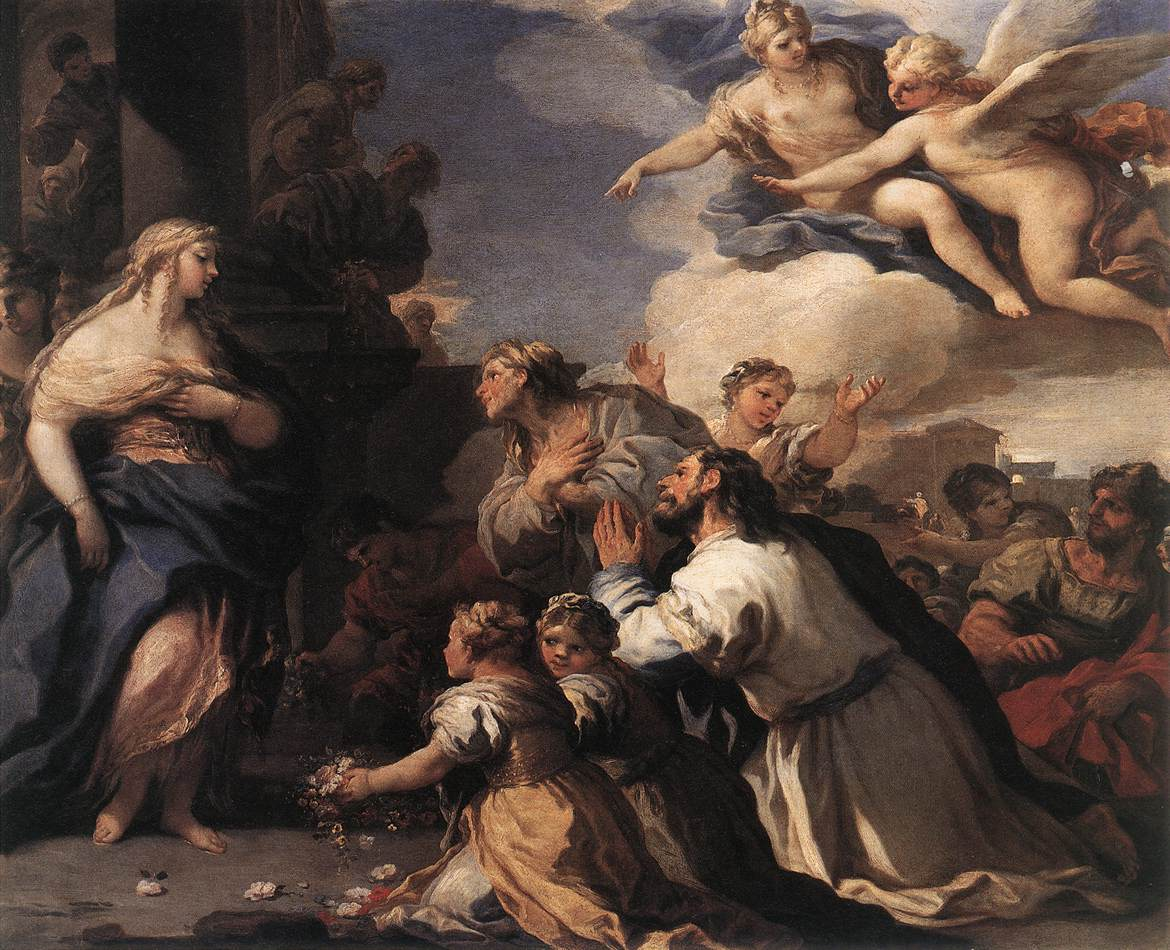
«Психея, шанована народом» (1692—1702) із циклу з 12 сцен за оповіданням Луки Джордано

Розповідь про Амура і Психею (або Ероса і Психею) знаходиться в середині роману Апулея і займає приблизно п'яту частину твору. Сам роман — це оповідь від першої особи, головного героя Люція. Перетворений на віслюка внаслідок невдалого чаклунства, Луцій проходить різні випробування та пригоди й зрештою повертає собі людську подобу, з'ївши троянди, священні для Ісіди. Історія Психеї має деякі схожі риси, зокрема тему небезпечної цікавості, покарань і випробувань, а також спокути через божественну прихильність.
Як структурне дзеркало загального сюжету, казка є прикладом міз-ан-абім. Це відбувається у складному наративному обрамленні: Луцій переказує історію, яку, у свою чергу, стара жінка розповіла Харіте, нареченій, викраденій піратами у день весілля і ув'язненій у печері. Щасливий кінець для Психеї має заспокоїти страх Харіте перед зґвалтуванням, в одному з кількох випадків іронії Апулея.
Незважаючи на те, що оповідання не можна пояснити як сувору алегорію конкретного платонівського аргументу, Апулей загалом спирався на такі образи, як важке сходження крилатої душі (Федр 248) і єднання з божественним, досягнуте Душею за допомогою демона Любові (Симпозіум 212b).

### Розповідь

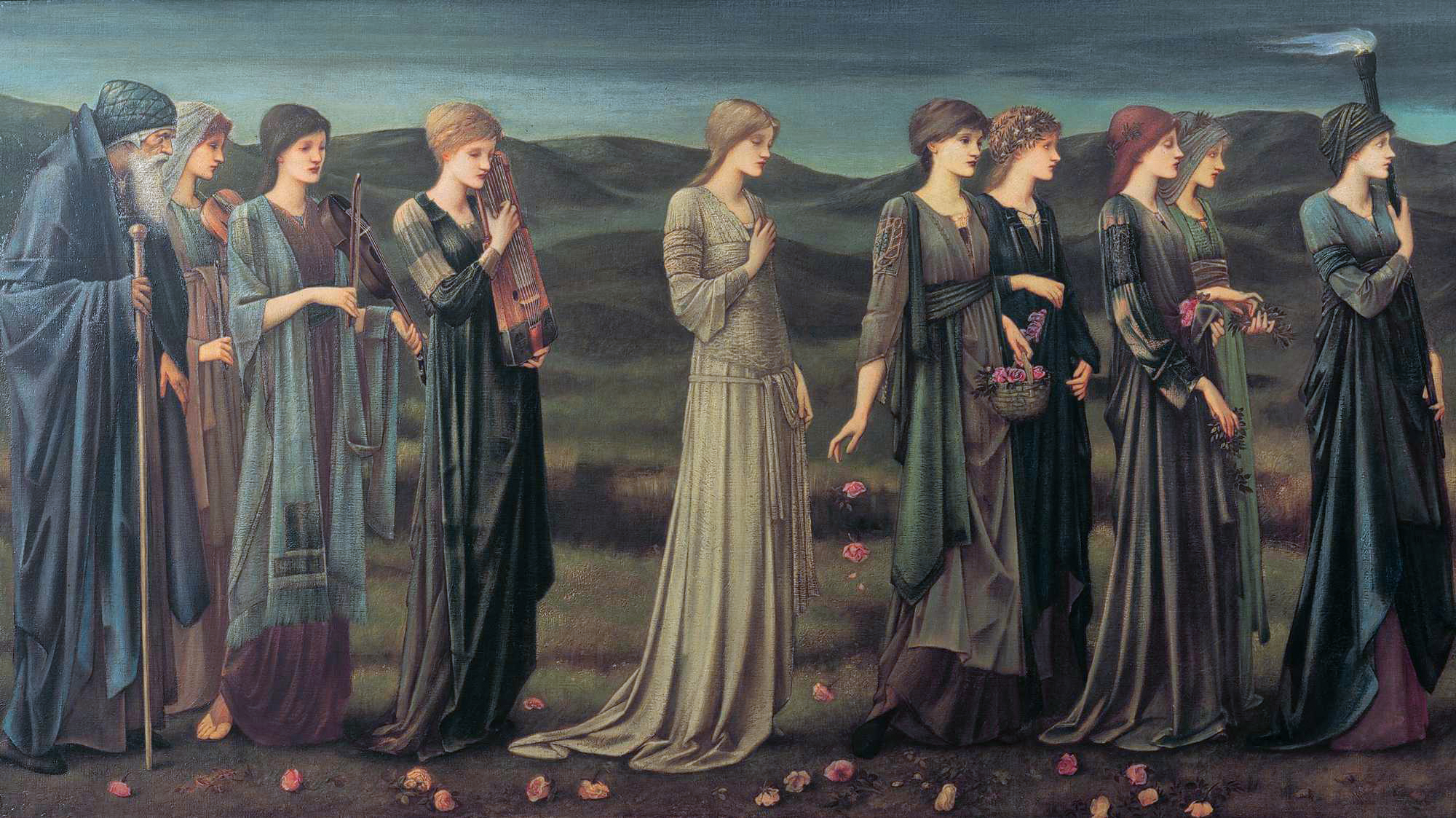
«Весілля Психеї» (прерафаеліти, 1895), Едвард Берн-Джонс

Жили-були цар і цариця, правителі неназваного міста, які мали трьох дочок надзвичайної краси. Наймолодшою і найвродливішою була Психея, шанувальники якої, нехтуючи належним поклонінням Афродіті (богині кохання Венері), натомість молилися і приносили жертви їй. Ходили чутки, що вона була другим пришестям Венери, або ж дочкою Венери від негідного союзу богині зі смертним. Венера образилася і доручила Амуру помститися за неї. Його посилають поцілити стрілою в Психею, щоб вона закохалася в щось огидне. Натомість він дряпає себе власним дротиком, що змушує будь-яку живу істоту закохатися в перше, що вона побачить. Відтак, він глибоко закохується в Психею і порушує наказ матері.
Хоча дві її красиві по-людськи сестри вийшли заміж, обожнювана Психея ще не знайшла кохання. Її батько підозрює, що вони накликали на себе гнів богів, тому звертається до оракула Аполлона. Відповідь викликає занепокоєння: цар чекає не людського зятя, а скоріше драконоподібну істоту, яка гнітить світ вогнем і залізом і якої боїться навіть Юпітер і мешканці підземного світу.
Психею одягають у похоронне вбрання, процесія виносить її на вершину скелі і оголює. Шлюб і смерть зливаються в єдиний обряд переходу, «переходу в невідоме». Зефір, західний вітер, несе її для зустрічі з призначеним долею чоловіком, і поміщає на чудову галявину (locus amoenus), де вона відразу ж засинає.
Перенесена дівчина прокидається і бачить, що опинилася на узліссі окультуреного гаю (лукусу). Досліджуючи його, вона знаходить чудовий будинок із золотими колонами, різьбленою стелею з дерева цитрусу та слонової кістки, срібними стінами з зображеннями диких і домашніх тварин та мозаїчною підлогою, оздобленою коштовним камінням. Безтілесний голос наказує їй влаштовуватися зручніше, і вона розважається на бенкеті, який сам себе обслуговує, а також співом під невидиму ліру.
Налякана і не маючи належного досвіду, вона дозволяє провести себе до спальні, де в темряві істота, яку вона не бачить, займається з нею сексом. Поступово вона починає з нетерпінням чекати його візитів, хоча він завжди йде до сходу сонця і забороняє їй дивитися на нього. Незабаром вона вагітніє.

#### Порушення довіри
Родина Психеї жадає звісток про неї, і після довгих умовлянь Амур, досі невідомий своїй нареченій, дозволяє Зефіру відвести її сестер нагору в гості. Побачивши розкіш, в якій живе Психея, вони починають заздрити і підривають її щастя, підштовхуючи її розкрити справжню особистість чоловіка, адже, як і передбачив оракул, вона лежить з мерзенним крилатим змієм, який з'їсть її та її дитину.

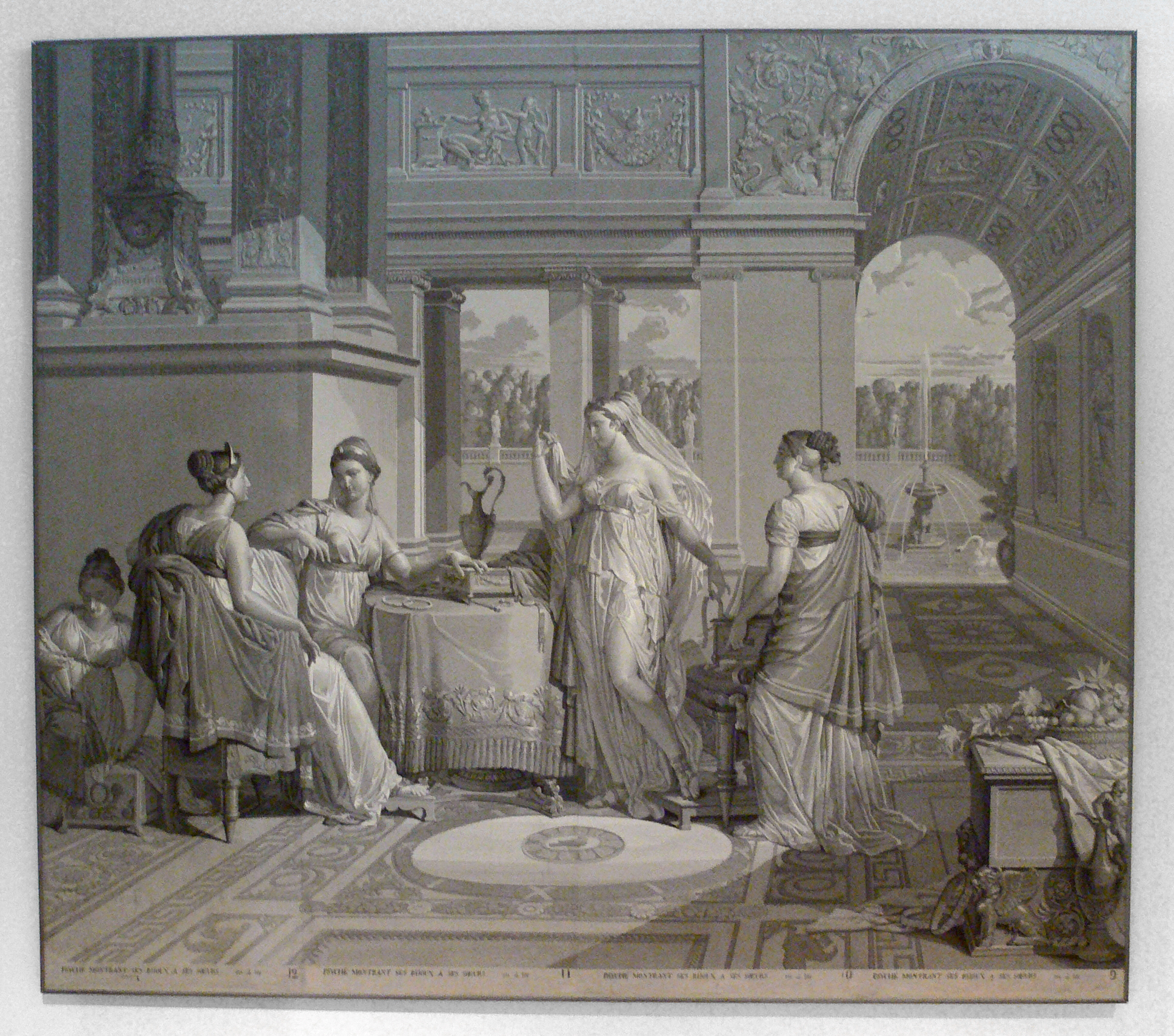
«Психея показує свої коштовності своїм сестрам» (неокласика, 1815–16), шпалери гризайль Меррі-Джозефа Блонделя

Однієї ночі, коли Амур заснув, Психея виконує план, розроблений її сестрами: вона дістає кинджал і лампу, які заховала в кімнаті, щоб побачити і вбити чудовисько. Але коли світло натомість виявляє найпрекрасніше створіння, яке вона коли-небудь бачила, вона настільки перелякана, що ранить себе однією зі стріл у відкинутому сагайдаку Амура. Охоплена гарячковою пристрастю, вона розливає гарячу олію з лампадки і будить його. Він тікає, і хоча вона намагається його наздогнати, він відлітає і залишає її на березі річки.
Там її знаходить бог пустелі Пан, який розпізнає на ній ознаки пристрасті. Вона визнає його божественність (numen), а потім починає блукати землею в пошуках свого втраченого кохання.

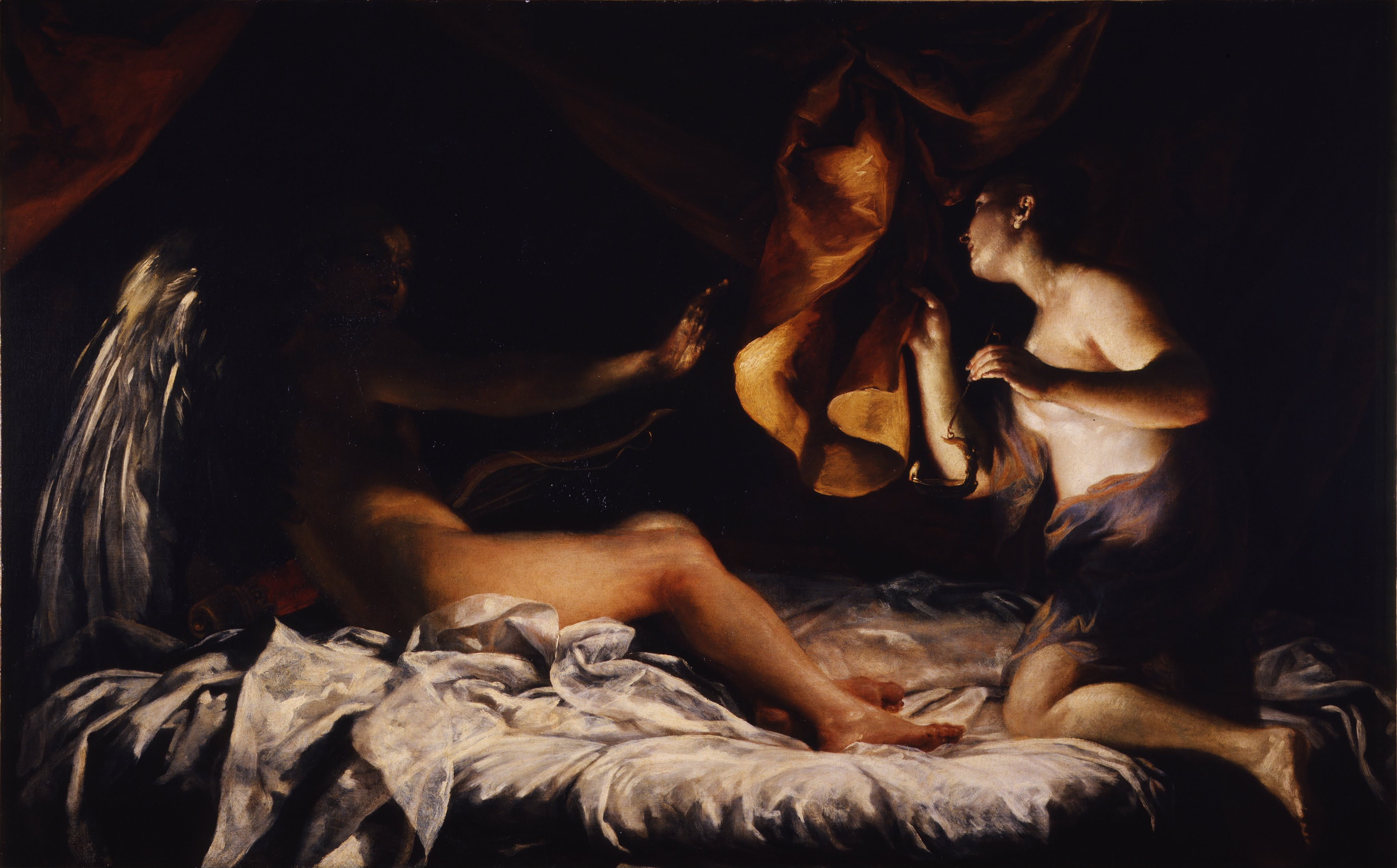
«Амур і Психея» (1707–09) Джузеппе Креспі: використання Психеєю лампи, щоб побачити бога, іноді вважається відображенням магічної практики лічномантії, форми віщування або заклинання духів.

Психея відвідує спочатку одну сестру, потім іншу; обидві охоплені новими заздрощами, коли дізнаються, хто є таємним чоловіком Психеї. Кожна сестра намагається запропонувати себе як заміну, піднімаючись на скелю і кидаючись на Зефіра, щоб той переправив її, але натомість падає і гине жорстокою смертю.

#### Мандрівки і випробування
Під час своїх поневірянь Психея натрапляє на храм Керери і знаходить усередині безлад хлібних приношень, гірлянд і сільськогосподарського знаряддя. Визнаючи, що не можна нехтувати належним вихованням богів, вона наводить усе в належний порядок, спонукаючи до теофанії самої Керери. Хоча Психея молиться про її допомогу, а Керера визнає, що вона заслуговує на це, богині заборонено допомагати їй проти іншої богині. Подібний випадок стався в храмі Юнони. Психея усвідомлює, що повинна сама служити Венері.
Венера насолоджується тим, що дівчина під її владою, і віддає Психею двом своїм служницям, Тривозі та Смутку, на шмагання та тортури. Венера рве на ній одяг і б'є головою об землю, знущається з неї за те, що вона зачала дитину у фіктивному шлюбі. Потім богиня кидає перед нею велику масу змішаної пшениці, ячменю, маку, нуту, сочевиці та бобів, вимагаючи, щоб до світанку вона розсортувала їх в окремі купи. Але коли Венера відлучається на весільний бенкет, добра мураха жаліє Психею і збирає інших комах, щоб виконати завдання. Венера розлючується після повертається зі свята, і кидає Психеї лише скоринку хліба. У цей момент з'ясовується, що Амур також перебуває в домі Венери, знемагаючи від поранення.

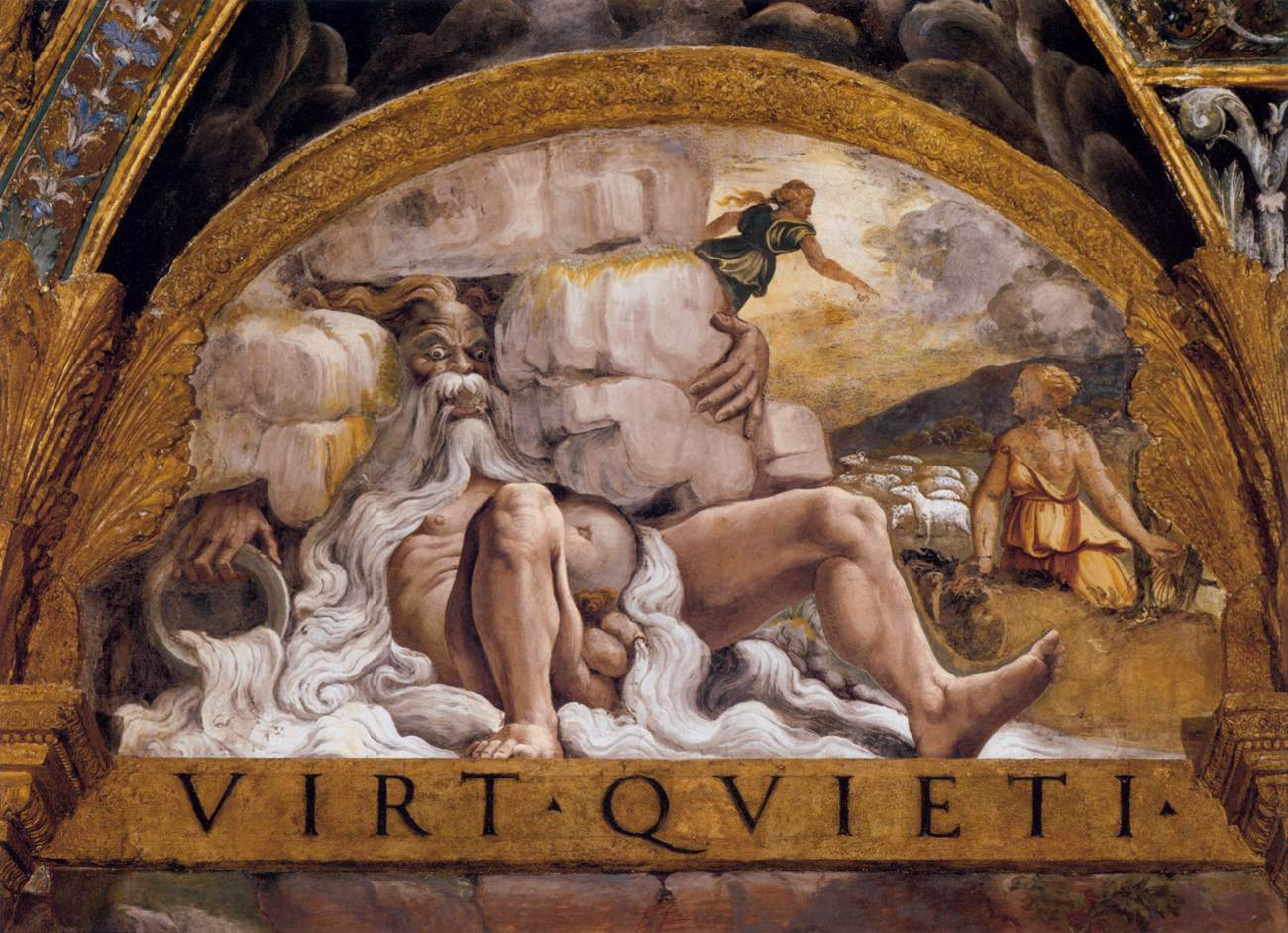
«Друге завдання Психеї» (маньєризм, 1526–28) Джуліо Романо з Палаццо Те

На світанку Венера ставить перед Психеєю друге завдання. Їй належить перетнути річку і взяти золоту вовну від буйних овець, які пасуться на тому березі. В інших місцях ці вівці вказуються як належні Геліосу. Єдиний намір Психеї — втопитися дорогою, але замість цього вона рятується вказівками божественно натхненного очерету, з якого виготовляють музичні інструменти, і збирає вовну, намотану на колючки.
Для третього завдання Психеї їй дають кришталеву посудину, в яку вона збирає чорну воду, що викидається з джерел річок Стікс і Кокіт. Піднявшись на скелю, з якої вона витікає, вона лякається зловісного повітря і драконів, що ковзають по скелях, і впадає у відчай. Сам Юпітер жаліє її і посилає свого орла битися з драконами та принести їй води.

#### Психея і підземний світ
Останнє випробування, яке Венера накладає на Психею, — це пошук самого підземного світу. Вона повинна взяти скриньку (pyxis) і отримати в ній порцію краси Прозерпіни, цариці підземного світу. Венера стверджує, що її власна краса згасла через догляд за її хворим сином, і їй потрібен цей засіб, щоб відвідати театр богів (theatrum deorum).

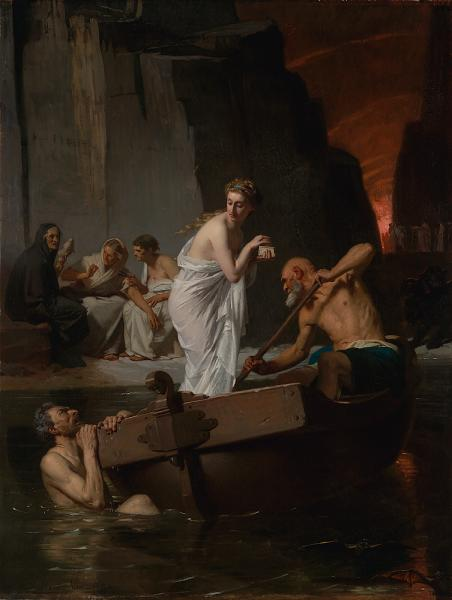
«Психея у підземному світі» (1865) Ежена Ернеста Гіллемахера: Харон веслує Психею повз мертвого чоловіка у воді та старих ткачів на березі

Знову зневірившись у своєму завданні, Психея піднімається на вежу, плануючи скинутися з неї. Однак вежа раптово починає говорити і радить їй відправитися в Лакедемон, Греція, і шукати місце під назвою Тенарус, де вона знайде вхід до підземного світу. Вежа пропонує інструкції щодо навігації підземним світом:
Дихальний шлях Діса є, і крізь роззяві ворота відкривається бездоріжжя. Як тільки ви переступите поріг, ви приймете на себе непохитний курс, який приведе вас до самої Регії в Орку. Але тобі не слід проходити з порожніми руками крізь тіні повз цю точку, а краще нести коржі ячменю з медом в обох руках і нести дві монети в роті.
Говоряча вежа попереджає її зберігати тишу, коли вона проходить повз кількох зловісних фігур: кульгавий чоловік, який керує мулом, нав'язаним палицями, мертвий чоловік, що пливе в річці, що відокремлює світ живих від світу мертвих, і старі жінки, що тчуть. Вони, як попереджає вежа, намагатимуться відвернути її, благаючи про допомогу: вона повинна ігнорувати їх. Він дає їй ласощі, щоб відволікти Цербера, триголового сторожового пса Орка, і дві монети для перевізника Харона, щоб вона могла здійснити зворотну подорож.
Все відбувається за планом, і Прозерпіна задовольняє покірне прохання Психеї. Однак, як тільки вона знову виходить на світло, Психею охоплює смілива цікавість, і вона не може встояти перед тим, щоб не відкрити скриньку в надії покращити власну красу. Всередині вона не знаходить нічого, окрім «пекельного і стигійського сну», який занурює її в глибоке і нерухоме заціпеніння.

#### Возз'єднання і безсмертне кохання

«Викрадення Психеї» Вільям-Адольф Бугро, 1895 рік.

Тим часом рана Амура загоїлася, перетворившись на шрам, і він тікає з дому матері, вилетівши з вікна. Знайшовши Психею, він знімає сон з її обличчя і кладе його в скриньку, а потім пронизує її стрілою, яка не завдає шкоди. Він піднімає її в повітря і несе, щоб подарувати скриньку Венері.
Потім він передає свою справу Зевсу, який дає свою згоду в обмін на майбутню допомогу Амура щоразу, коли обрана діва привертає його увагу. Зевс наказує Гермесу скликати збори богів у небесному театрі, де він публічно висловлює схвалення, попереджає Венеру, щоб вона відступила, і дає Психеї амброзію, напій безсмертя, щоб пара могла поєднатися у шлюбі як рівні. Їхній союз, за його словами, викупить Амура з його історії провокації подружньої зради та брудних зв'язків. Слово Зевса урочисто відзначається весільним бенкетом.
Завдяки щасливому шлюбу та розв'язанню конфліктів історія закінчується в стилі класичної комедії або грецьких романів, таких як «Дафніс і Хлоя». Дитина, народжена у пари, буде зватися Волуптою (грец. Hedone ‘Ηδονή), «Насолода».

#### Весілля Амура і Психеї

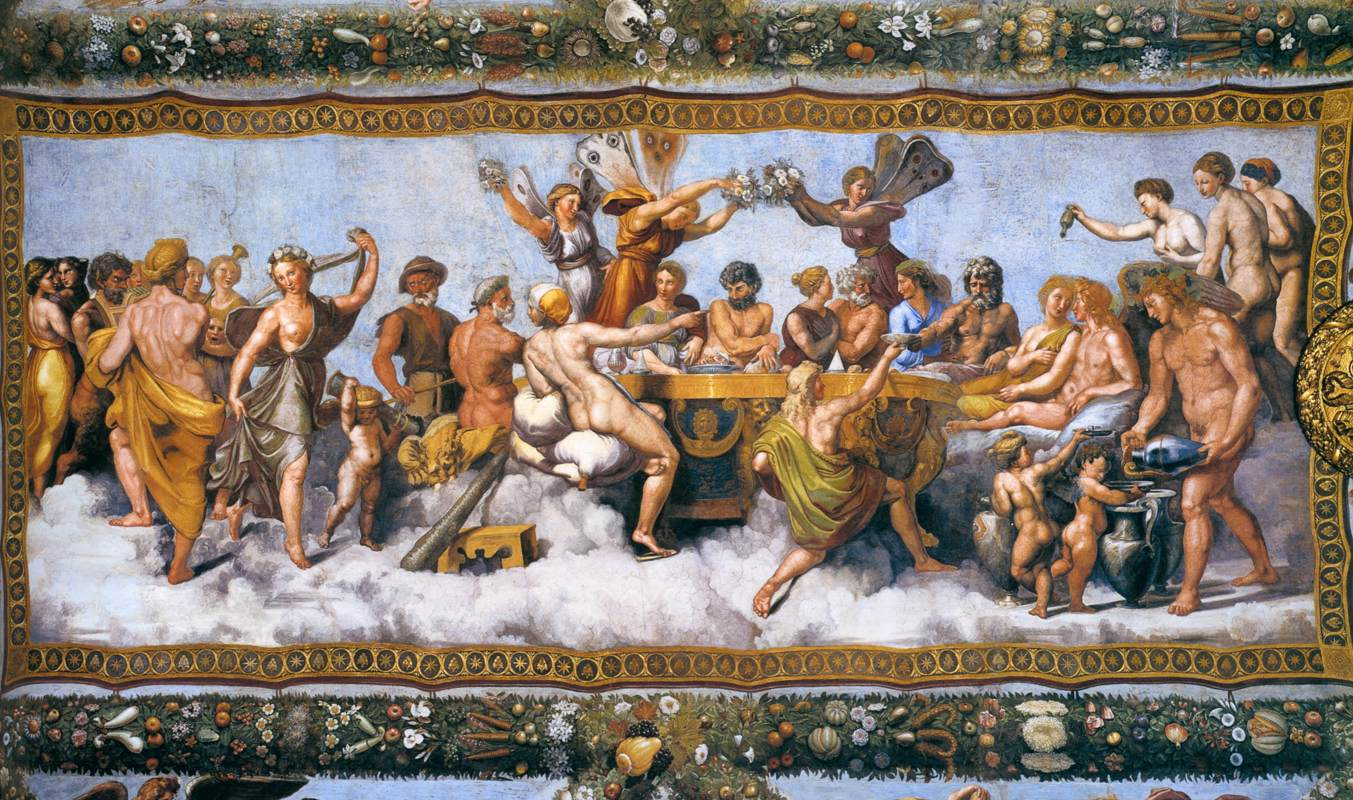
«Весільний бенкет Амура і Психеї» (1517) Рафаеля та його майстерні з Лоджії Психе, вілла Фарнезіна

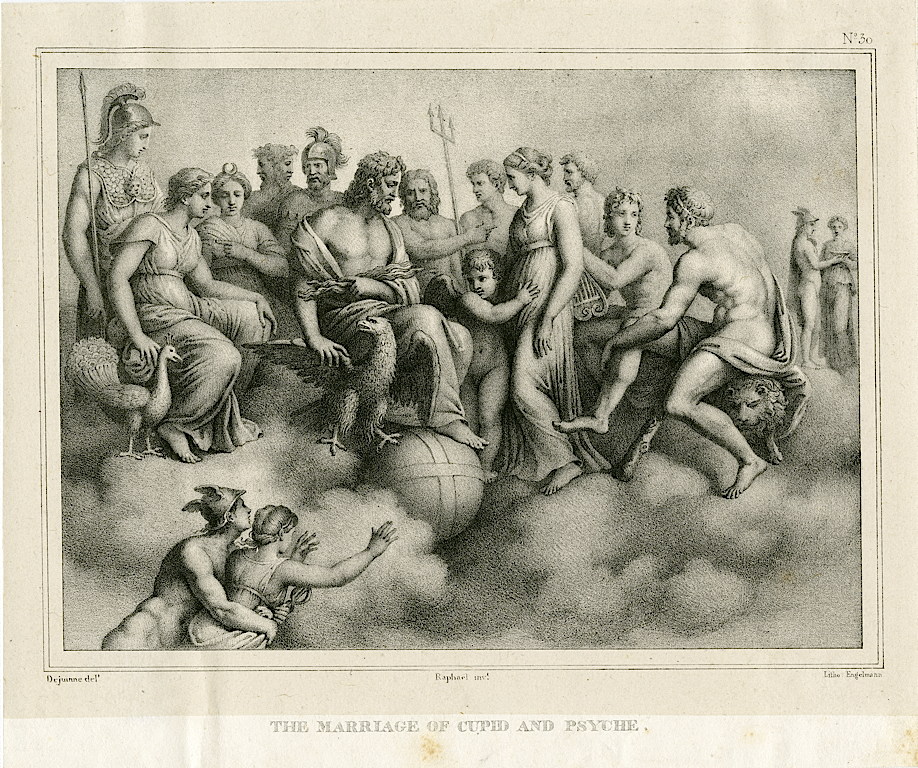
Годфруа Енгельман за Рафаелем, «Весілля Амура і Психеї», 1825, літографія

Зібрання богів було популярною темою як для образотворчого, так і для сценічного мистецтва, причому весільний бенкет Амура та Психеї був особливо багатою подією. Після весілля Пелея та Фетіди, це найпоширеніший сюжет для сцени «Бенкету богів» у мистецтві. Апулей описує сцену в термінах святкової римської вечері (cena). Амур, тепер чоловік, лежить на почесному місці («верхньому» дивані) і обіймає Психею на колінах. Зевс і Гера розташовані так само, а всі інші боги розташовані в порядку. Виночерпій Юпітера (інше римське ім'я Зевса) подає йому нектар, «вино богів»; Апулей називає виночерпія лише ille rusticus puer, «той сільський хлопець», а не зве Ганімедом. Лібер, римський бог вина, обслуговує решту компанії. Вулкан, бог вогню, готує їжу; Ори («Пори року» або «Години») прикрашають, або більш буквально «забарвлюють», усе трояндами та іншими квітами; Грації наповнюють обстановку ароматом бальзаму, а Музи — мелодійним співом. Аполлон співає під свою ліру, а Венера виконує головну роль у танці на весіллі, з музами як її хористками, сатиром, що дме в авлос (tibia латиною), і молодим Паном, який виражає себе через флейту (fistula).
Весілля завершує наративну структуру, а також історію кохання: таємничі насолоди, якими насолоджувалася Психея в домі Купідона на початку її одісеї, коли вона вступила в фальшивий шлюб, якому передували похоронні обряди, переосмислюються в залі богів після правильної ритуальної процедури справжнього шлюбу. Розташування богів у належному порядку (in ordinem) викликало у римської аудиторії релігійну церемонію lectisternium, публічний бенкет для головних божеств у формі статуй, розташованих на розкішних диванах, ніби вони були присутні та брали участь у трапезі.

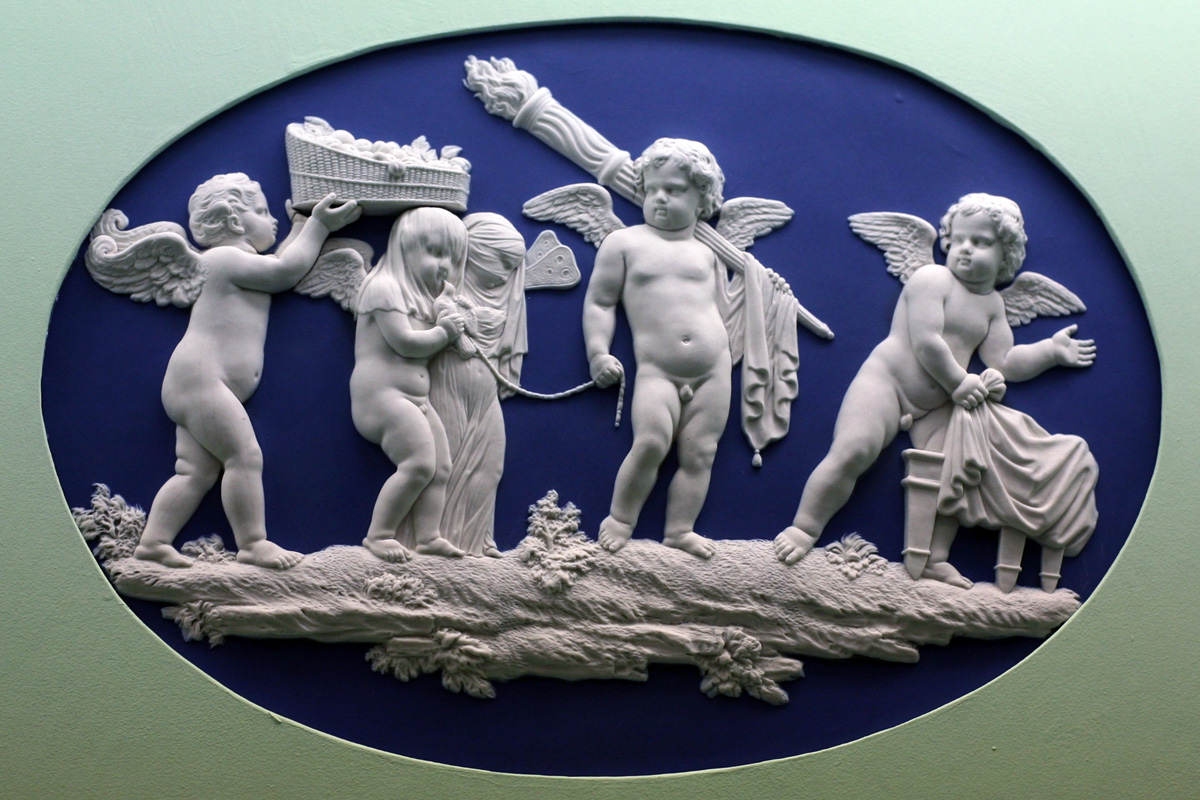
«Шлюб Амура та Психеї» (бл. 1773 р.), вироби з яшми Веджвуда на основі самоцвіту Мальборо I століття, який, швидше за все, був призначений для зображення обряду ініціації (Бруклінський музей)

Весільний банкет був улюбленою темою мистецтва Відродження. Ще в 1497 році Джованні Сабадіно дельї Арієнті зробив бенкет центральним у своєму описі нині втраченого циклу «Амур і Психея» на віллі Белрігуардо поблизу Феррари. На віллі Фарнезіна в Римі це одна з двох головних сцен для Лоджії Психе (бл. 1518) Рафаеля та його майстерні, а також для Станці Психе (1545–46) Періно дель Ваги в замку Сант- Анджело. Гендрік Гольціус представив цю тему для північної Європи своєю «величезною» гравюрою під назвою «Весілля Амура і Психеї» (1587, 43 на 85,4). см), що вплинуло на те, як інші північні художники зображували зібрання богів загалом. Гравюра, у свою чергу, була взята з однойменного малюнка Бартоломеуса Шпрангера 1585 року, який вважається «класичним прикладом голландського маньєризму» і обговорюється Карелом Ван Мандером через його зразкову композицію з численними фігурами.
У XVIII столітті Франсуа Буше «Шлюб Амура та Психеї» (1744) підтверджував ідеали Просвітництва з авторитетною фігурою Юпітера. Картина відображає смак рококо до пастелі, плавної делікатності та любовних сценаріїв, наповнених молодістю та красою.

## Як алегорія

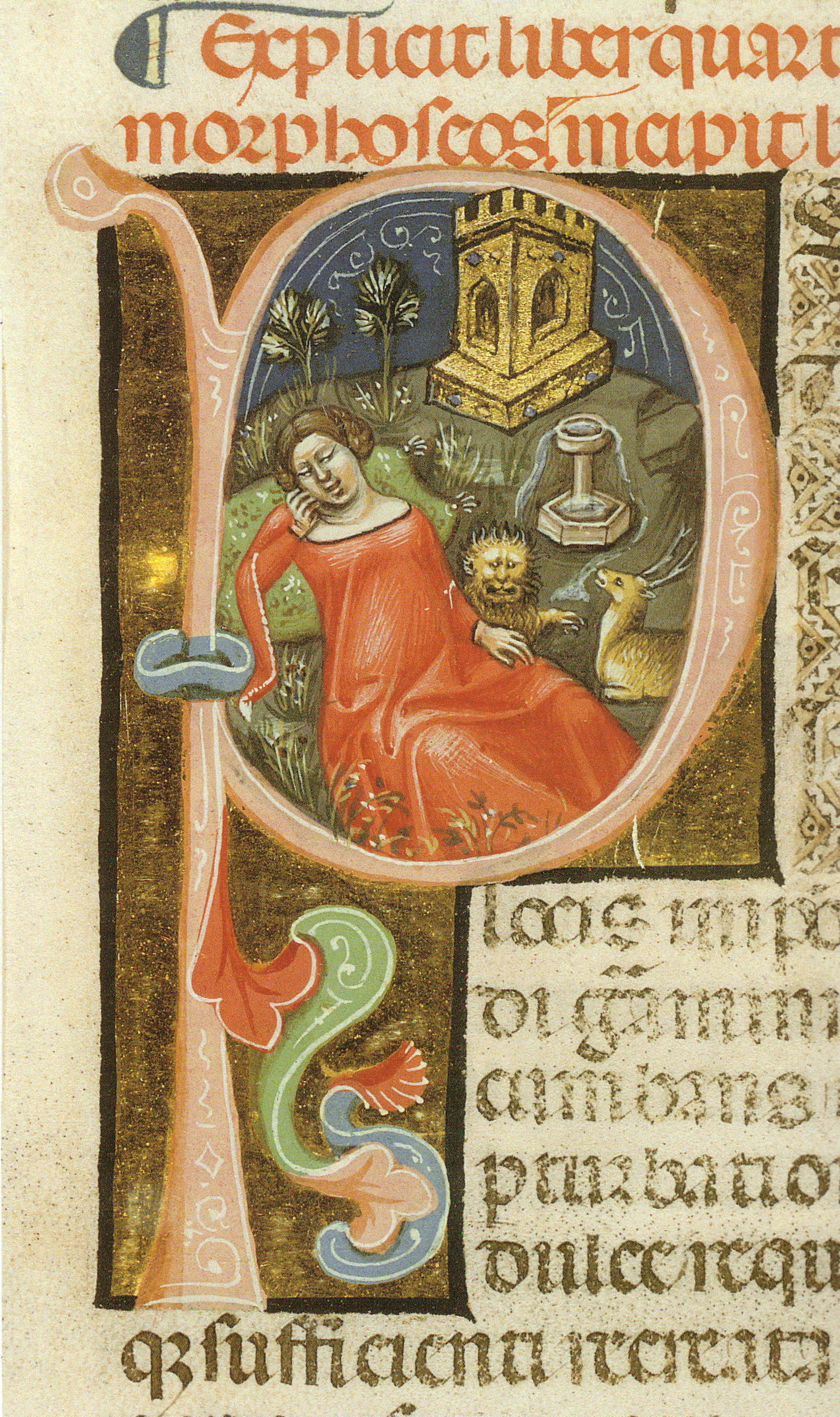
«Психея в гаю Амура», 1345 ілюстрація «Метаморфоз», Ватиканська бібліотека

Історію про Амура і Психею охоче алегоризували. У пізній античності Марціан Капелла (V століття) переробляє його як алегорію падіння людської душі. Для Апулея безсмертя дарується душі Психеї як нагорода за відданість земному коханню. У версії Мартіана статеве кохання втягує Психею в матеріальний світ, який підвладний смерті: «Амур забирає Психею у Чесноти і заковує її в непохитні кайдани».
Таким чином історія піддається адаптації в християнському чи містичному контексті, часто як символ душі. У гностичному тексті «Про походження світу» перша троянда була створена з крові Психеї, коли вона втратила цноту з Амуром. Для християнського міфографа Фульгенція (VI ст.) Психея була постаттю Адама, гнаного гріховною цікавістю та хітью з раю володінь Любові. Сестри Психеї — Плоть і Воля, а її батьки — Бог і Матерія. Для Боккаччо (XIV століття) шлюб Амура і Психеї символізував союз душі і Бога.
Спокуса інтерпретувати цю історію як релігійну чи філософську алегорію все ще зустрічається в сучасній науці. Психея самим своїм ім'ям уособлює прагнення людської душі до божественного кохання, уособленого в Амурі. Ця спрощена інтерпретація не враховує первісну характеристику Амура як розпусника, який насолоджується руйнуванням шлюбів («Золотий осел», IV, 30) і був «відомий своїми перелюбами» (VI, 23), а також опис його чуттєвих союзів з Психеєю (V, 13), допомогу, яку Юпітер пропонує Амуру в обмін на нову дівчину, яку Юпітер може спокусити (VI, 22), і ім'я, дане дитині Амура і Психеї (Волюнтар/Задоволення). Однак, коли він зізнається, що «я [Амур], славетний лучник, поранив себе власною зброєю і зробив тебе [Психею] своєю дружиною» (V. 24), порізавшись власною чарівною стрілою (яка викликає пристрасне кохання до першої-ліпшої людини, яку побачить жертва), спокуса алегоричної інтерпретації історії дещо ускладнюється, але не стає суперечливою чи необґрунтованою за своєю сутністю. Стріли бажання роблять так, що жертва не може бути задоволена ніким, окрім єдиного об'єкта своєї новознайденої прихильності; таким чином, колишні пристрасті Амура вже не займають того місця, яке вони колись займали в його характері, так що до кінця оповіді він перетворюється з безглуздого руйнівника домівок на відданого чоловіка.

## Класична традиція
Роман Апулея був серед стародавніх текстів, які здійснили вирішальний перехід від форми згортка до форми кодексу, коли його редагували наприкінці IV століття. Він був відомий таким латинським письменникам, як Аврелій Августин, Макробій, Сідоній Аполлінарій, Марціан Капелла та Фульгенцій, але наприкінці VI століття став забутим і пережив те, що раніше називали «темними віками» через, можливо, єдиний рукопис. «Метаморфози» залишалися невідомими в ХІІІ столітті, але копії почали поширюватися в середині 1300-х років серед ранніх гуманістів Флоренції. Текст і інтерпретація Боккаччо «Амура і Психеї» в його «Генеалогія язичницьких богів» (написана в 1370-х роках і опублікована в 1472 році) стала головним поштовхом до сприйняття історії в італійському Відродженні та до її поширення по всій Європі.
Одним із найпопулярніших зображень  було відкриття Психеї оголеного сплячого Амура, знайдене на кераміці, вітражах і фресках. Художників-маньєристів дуже приваблювала ця сцена. В Англії тема Амура і Психеї мала свій «найблискучіший період» з 1566 по 1635 рік, починаючи з першого англійського перекладу Вільяма Адлінгтона. Фресковий цикл для Гілл-Голу, Ессекс, був створений опосередковано за зразком вілли Фарнезіна близько 1570 року, а маска Томаса Гейвуда «Коханка кохання» драматизувала міф на честь весілля Карла I та Генрієтти Марії, кімнату якої пізніше було прикрашено 22 картинами «Амур і Психея» Якоба Йорданса.  Божественний образ Психеї як центральний елемент стелі став виразником неоплатонізму, який королева привезла з собою з Франції. На картині «Амур і Психея» Орація Джентілескі виконаної для королівської пари, зображена повністю одягнена Психея, чий переконливий інтерес є психологічним, тоді як Амур здебільшого оголений.

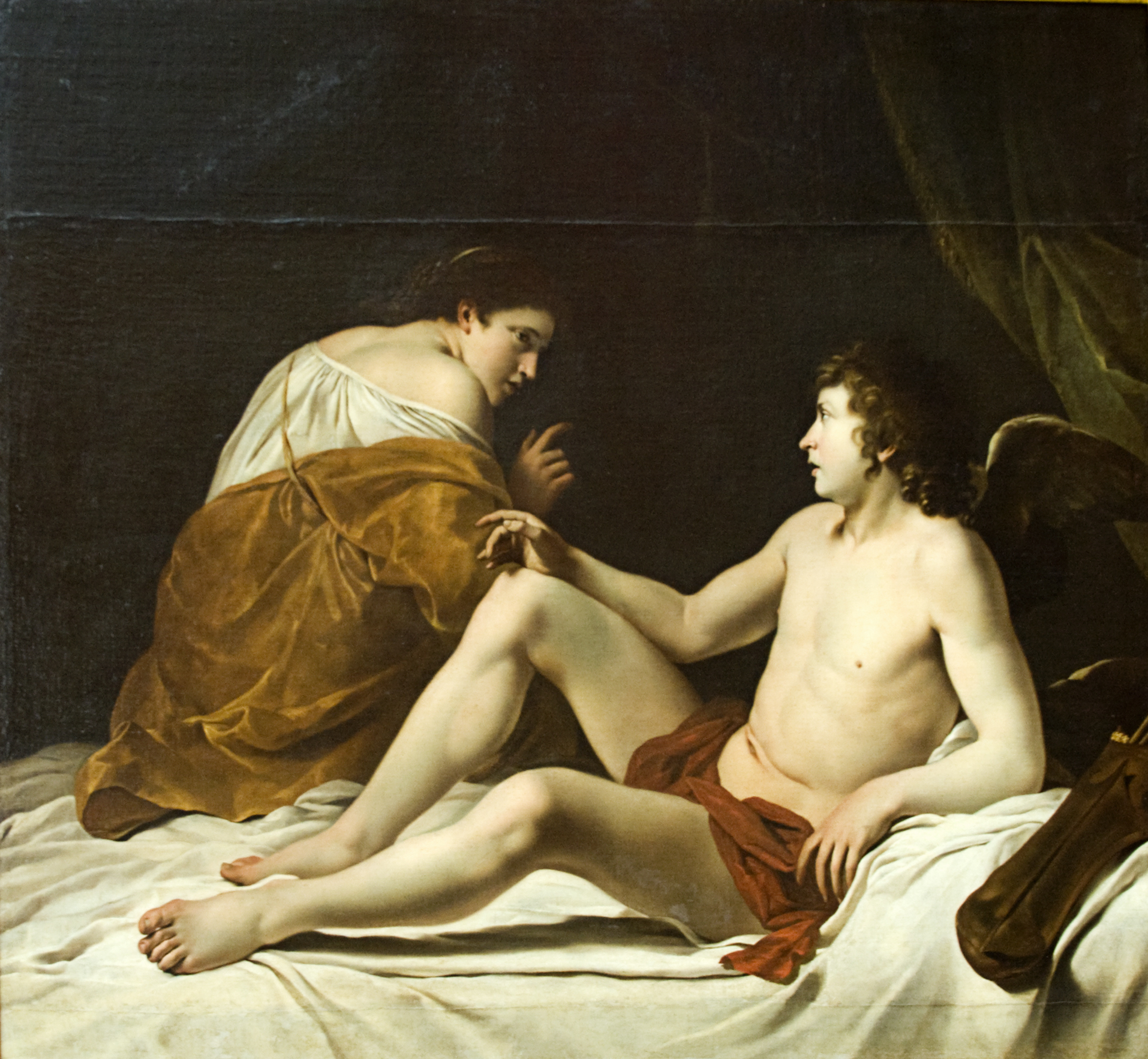
Ораціо Джентілескі викрив еротичну вразливість чоловічої фігури у своєму «Амурі і Психеї» (1628–30)

Інший пік інтересу до «Амура і Психеї» припав на Париж кінця 1790-х і початку 1800-х років, що відобразилося в поширенні опери, балету, салонного мистецтва, розкішних книжкових видань, інтер'єру, такого як годинники та стінні панелі, і навіть зачісок. Після Французької революції міф став засобом перекроювання самого себе. В англійських інтелектуальних і мистецьких колах на межі XVIII і ХІХ століть мода на «Амура і Психею» супроводжувалася захопленням стародавніми містерійними релігіями. Пишучи про портлендську вазу, яка була отримана Британським музеєм приблизно в 1810 році, Еразм Дарвін припустив, що міф про Амура і Психею був частиною Елевсінського циклу. Захоплюючись натурфілософією, Дарвін бачив метелика як влучну емблему душі, оскільки він починався як прикута до землі гусениця, «помер» у стадії лялечки, а потім воскрес як прекрасна крилата істота.

### Література

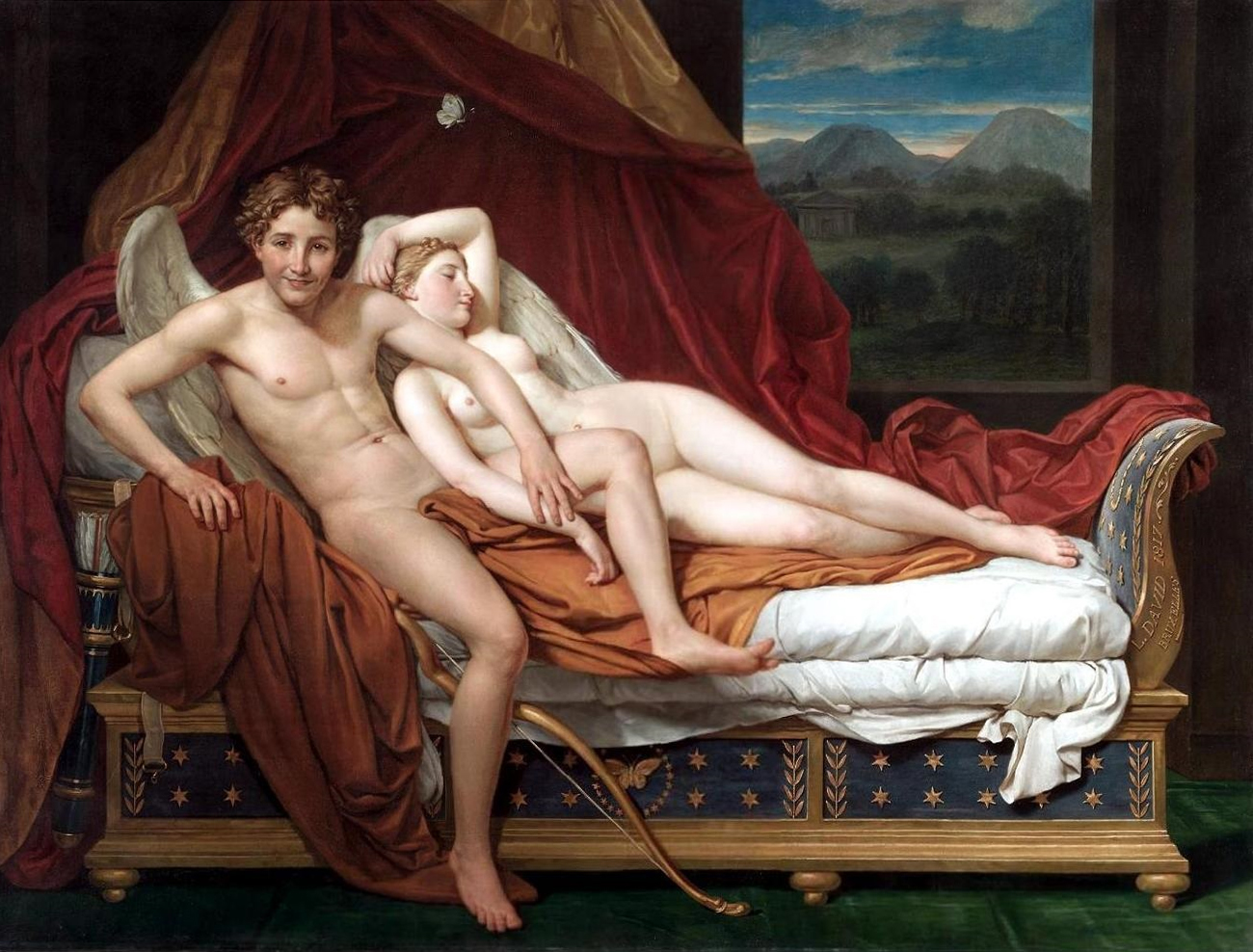
«Амур і Психея» (1817) Жака-Луї Давіда: вибір моменту розповіді — розпусний підліток Амур покидає ліжко Психеї з «злобною радістю» — був новим поворотом у застарілій темі

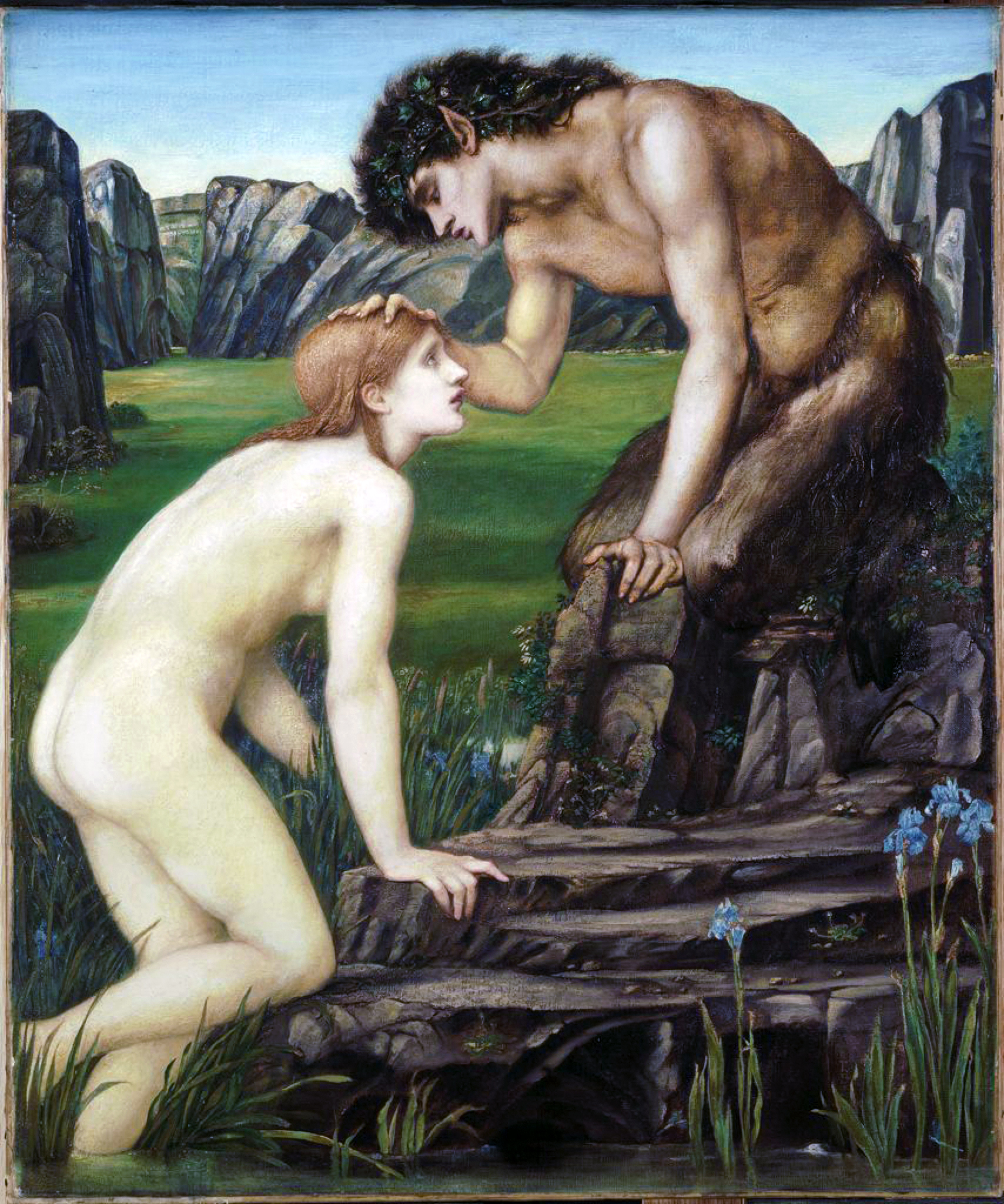
«Пан і Психея» (1872–74) Едварда Берн-Джонса

##### Витоки
Можливим походженням наративу зайнялася й фольклористика. Шведський фольклорист Ян-Ойвінд Сван [sv], який є автором тривалого дослідження про цю історію, німецький філолог Людвіг Фрідлендер і російський фольклорист Володимир Пропп відстоювали ідею, що вона походить з легітимного фольклорного джерела.
Деякі вчені схильні шукати єдине джерело: Стіт Томпсон припустив італійське походження міфу, тоді як Лескі, Гедеон Гует і Георгіос А. Мегас вказав на грецьке походження. Француз Еміль Дерменгем віддав перевагу північноафриканському джерелу, а потім французькі дослідники Недзіма та Еммануель Плантад, які стверджують, що міф є переробкою берберського фольклору, оскільки Апулей народився та жив у Мадауросі, Нумідія, розташованому на території сучасного Алжиру.
Інша група дослідників стверджує, що існує міф, який підкреслює апулеївський наратив. Німецький класик Ріхард Август Райтценштайн припускав, що це «іранський сакральний міф», який потрапив до Греції через Єгипет. Ґрем Андерсон виступає за переробку міфічного матеріалу з Малої Азії (а саме хетського: міф про Теліпіну). У дослідженні, опублікованому посмертно, румунський фольклорист Петру Караман також доводив фольклорне походження, але вважав, що Апулей наклав греко-римську міфологію на дохристиянський міф про змієподібного або драконівського чоловіка, або «царя змій», який вночі стає людиною.
З іншого боку, німецький класик Детлев Фелінг дотримувався жорсткого і скептичного підходу і вважав казку літературною вигадкою самого Апулея.

##### Літературна спадщина
Фрідлендер також перерахував кілька європейських казок про шлюб між людською дівчиною та принцом, проклятим бути твариною, що відносяться до циклу історій «Амур і Психея» (який пізніше став відомим як «Пошуки втраченого чоловіка» та «Тварина як наречений»).
Бруно Беттельхайм зазначає в «Використанні чарів», що казка XVIII століття «Красуня і Чудовисько» є версією «Амура і Психеї». Мотиви з Апулея зустрічаються в кількох казках, у тому числі «Попелюшці» та «Румпельштільцхен», у версіях, зібраних фольклористами, які навчалися в класичній традиції, такими як Шарль Перро та брати Грімм. У версії братів Грімм Попелюшка отримує завдання відсортувати сочевицю та горох від попелу, і їй допомагають птахи, так само, як мурахи допомагають Психеї у сортуванні зерна та бобових, нав'язаному їй Венерою. Як і Попелюшка, Психея має двох заздрісних сестер, які змагаються з нею за найбажанішого чоловіка. Сестри Попелюшки калічать собі ноги, щоб бути схожими на неї, тоді як сестри Психеї розбиваються на смерть на скелястій кручі. У «Русалоньці» Ганса Крістіана Андерсена сестри дарують Русалоньці кинджал і, намагаючись покласти край стражданням, яких вона зазнала, і дозволити їй знову стати русалкою, вмовляють її вбити ним принца, поки він спить зі своєю новою нареченою. Однак вона не може змусити себе вбити принца. На відміну від Психеї, яка стає безсмертною, вона не отримує у відповідь його кохання, але, проте, врешті-решт заробляє вічну душу, якої прагне.
Томас Булфінч написав коротшу адаптацію казки «Амур і Психея» для своєї «Епохи байок», запозичивши винахід Тіге про самопоранення Амура, якого не було в оригіналі. Жозефіна Престон Пібоді написала версію для дітей у своїй книзі «Давньогрецькі народні історії, переказані наново» (1897).
Клайв Стейплз Льюїс «Поки у нас не буде обличчя» — це переказ «Амура і Психеї» Апулея з точки зору однієї з сестер Психеї. Це останній художній твір К. С. Льюїса, у якому сучасно розкривається історія Апулея.

### Виконавське мистецтво
У 1634 році Томас Гейвуд перетворив казку про Амура і Психею на маску для двору Карла I. «Психе» Люллі (1678) — французька опера епохи бароко («tragédie lyrique»), заснована на п'єсі Мольєра 1671 року, яка мала музичні інтермеди Люллі. Напівопера Метью Локка «Психея» (1675) є вільною переробкою постановки 1671 року. У 1800 році Людвіг Абель презентував свою німецьку оперу на чотири дії (зингшпіль) «Амур і Психея» (Amor und Psyche) на лібрето Франца Карла Гімера за мотивами Апулея.

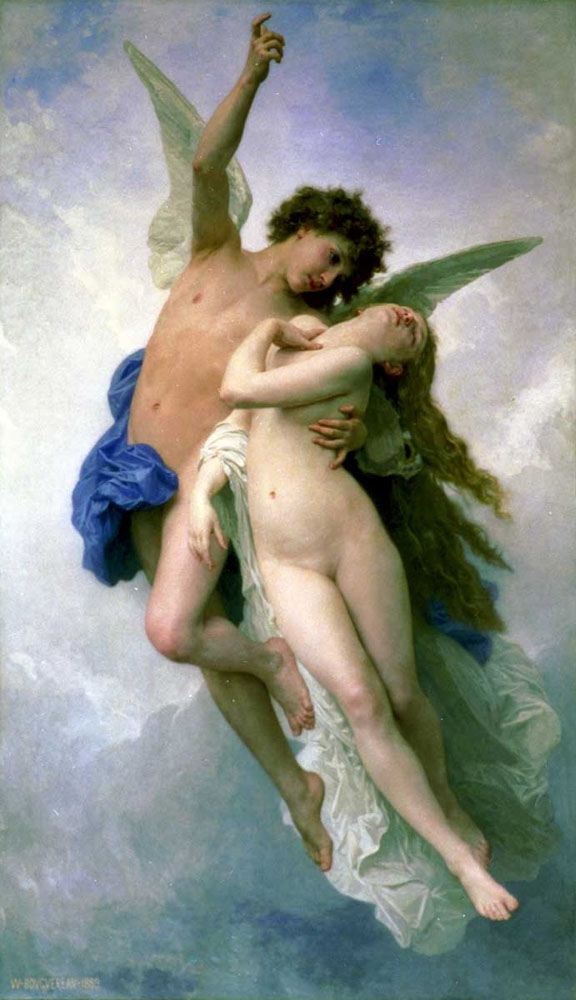
«Амур і Психея» (1889) Бугро

У ХІХ столітті «Амур і Психея» стала джерелом для «перетворень», візуальних інтермедій за участю живих картин, діапозитивів та сценічних механізмів, які демонструвалися між сценами пантоміми, але не були пов'язані з сюжетом. У 1890-х роках, коли живі картини або «живі картини» були в моді як частина водевілю, «Психея і Амур» Бугро 1889 року була однією з таких постановок. Для створення цих сценок костюмовані виконавці «застигали» в позах перед тлом, ретельно скопійованим з оригіналу і збільшеним у велетенській рамці картини. Оголеність імітували тілесні панчохи, що відповідали стандартам реалізму, доброго смаку та моралі. Претензії на освітню та мистецьку цінність дозволили жіночій наготі — популярному атракціону — обійти цензуру. «Психею і Амура» відтворив художник-сценограф Едуард фон Кілані, який гастролював Європою та Сполученими Штатами, починаючи з 1892 року, а також Джордж Гордон в австралійській постановці, що розпочалася в грудні 1894 року. Ілюзію польоту було настільки важко підтримувати, що ця сцена обов'язково була короткою. Виконавиця, яку називали «Сучасна Міло», у цей період спеціалізувалася на відтворенні жіночих скульптур, Психеї на додачу до своєї тезки Венери Мілоської.
Фредерік Ештон поставив хореографію балету «Амур і Психея» на музику лорда Бернерса й декорації сера Френсіса Роуза, вперше поставлений 27 квітня 1939 року балетом Садлерс Веллс (тепер Королівський балет). Френк Стафф танцював у ролі Купідона, Джулія Фаррон у ролі Психеї, Майкл Сомес у ролі Пана та Джун Брей у ролі Венери.

#### Сучасні адаптації
«Амур і Психея» продовжує залишатися джерелом натхнення для сучасних драматургів і композиторів. Серед відомих адаптацій:
- «Психея» (симфонічна поема) Сезара Франка (1888)[77]
- «Доки у нас не залишиться обличчя: переказаний міф» К. С. Льюїса[78]
- «Психея: драматична поема на три дії» (п'єса) Габріеля Мурі, Париж, Mercure de France, 1913. «Сиринкс» був написаний Клодом Дебюссі як музичний супровід до п'єси.[79]
- «Ерос і Психея» (опера) на лібрето Єжи Жулавського, композитор Людомир Ружицький (Вроцлав, Польща, 1917)[80]
- «Психея: Опера на три дії» (опера) за романом Луї Купера «Психея», композитор Мета Оверман (1955)[81][82]
- «Метаморфози» (п'єса) Мері Циммерман, адаптована за класичною поемою Овідія «Метаморфози», включаючи міф про Амура і Психею (Північно-Західний університет, 1996; Театр «Коло в квадраті», Бродвей, Нью-Йорк, 2002)
- «Золотий осел» (п'єса) Пітера Освальда, адаптована за Апулеєм, на замовлення для Шекспірівського глобусу (Лондон, Англія, 2002)[83]
- «Амур і Психея» (мюзикл) за книгою і текстами Шона Хартлі та музикою Джихвана Кіма (Нью-Йорк, Нью-Йорк, 2003).[84]
- «Амур і Психея» (поетична драма) Джозефа Фішера (Театр Старка, Портленд, штат Орегон, 2002; Інсценізоване читання: Шекспірівський фестиваль в Орегоні, 2002)[85]
- «Амур і Психея» (пастиш-опера) аранжування Алана Дорнака (Opera Feroce, частина репертуару Вертикальних гравців, Нью-Йорк, 2010)[86][87]
- «Амур і Психея: Історія кохання в Інтернеті» (п'єса) Марії Ернандес, Емми Розекан та Алексіса Стіковича (YouthPLAYS, 2012)[88]
- «Психея: Сучасна рок-опера» (рок-опера) Сінді Шапіро (Театр Грінвей Корт, Лос-Анджелес, Каліфорнія, 2014)[89][90]
- «Амур і Психея» (поетична драма) Емілі К. А. Снайдер (Turn to Flesh Productions [TTF], Нью-Йорк, штат Нью-Йорк, 2014 рік).[91] У рамках трилогії «Любов і смерть» (Staged Reading, TTF, Нью-Йорк, Нью-Йорк, 2018)[92]
- «Амур і Психея» («Під час чуми») (короткометражний фільм) VestAndPage (2020)[93]
- «Амур і Психея» (опера) Фабіо Менгоцці (2023)[94]

### Психологія

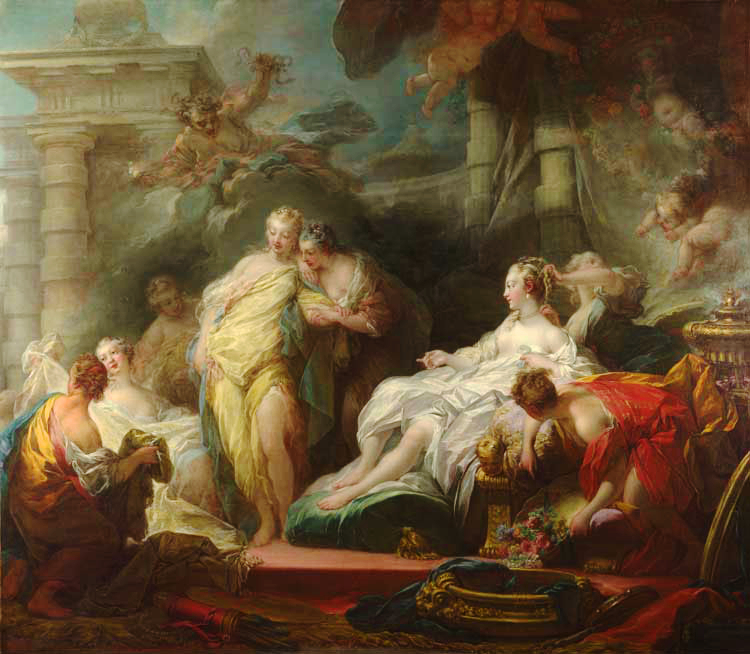
Психея показує своїм сестрам подарунки від Амура, картина Жана-Оноре Фрагонара

Розглянута з точки зору психології, а не алегорії, казка про Амура і Психею показує, як «мінлива людина … дозріває в рамках соціальних конструкцій сім'ї та шлюбу». У юнгіанській алегорії Еріха Неймана (1956) історія Психеї була витлумачена як «психічний розвиток жіночого начала».
«Амур і Психея» проаналізовано з феміністичної точки зору як парадигму того, як гендерна єдність жінок розпадається через суперництво та заздрість, замінюючи узи сестринства ідеалом гетеросексуального кохання. Цю тему досліджувала Крістін Даунінг у книзі «Сестри Психеї: Переосмислення значення сестринства» (1988), яка використовує міф як засіб психології.
Джеймс Гіллман зробив цю історію основою для своєї критики наукової психології «Міф аналізу: три есе з архетипічної психології» (1983). Керол Гілліган використовує цю історію як основу для більшої частини свого аналізу кохання та стосунків у книзі «Народження насолоди» (Knopf, 2002).

### Образотворче та декоративно-прикладне мистецтво
Історія про Амура і Психею зображена в широкому діапазоні візуальних змедіа. Психею часто зображують із крилами метелика, і метелик є її частим атрибутом і символом душі, хоча літературні Амур і Психея ніколи не говорять, що вона має чи набуває крил. В античності іконографічна традиція існувала незалежно від розповіді Апулея і вплинула на пізніші зображення.

#### Стародавнє мистецтво

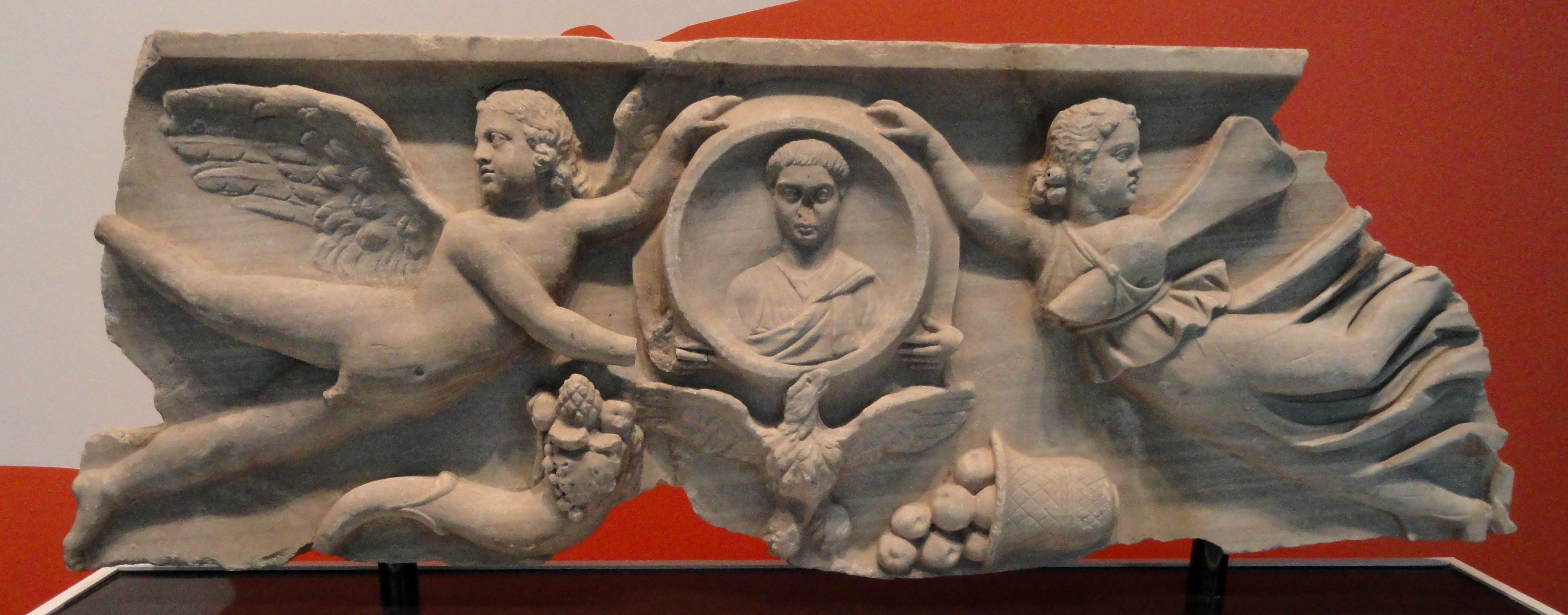
На цьому фрагменті саркофага, що використовувався на початку IV століття, Амур і метеликокрила Психея обрамляють портрет померлої, яку несе орел з рогом достатку та розсипає кошик з фруктами (Музей мистецтв Індіанаполіса)

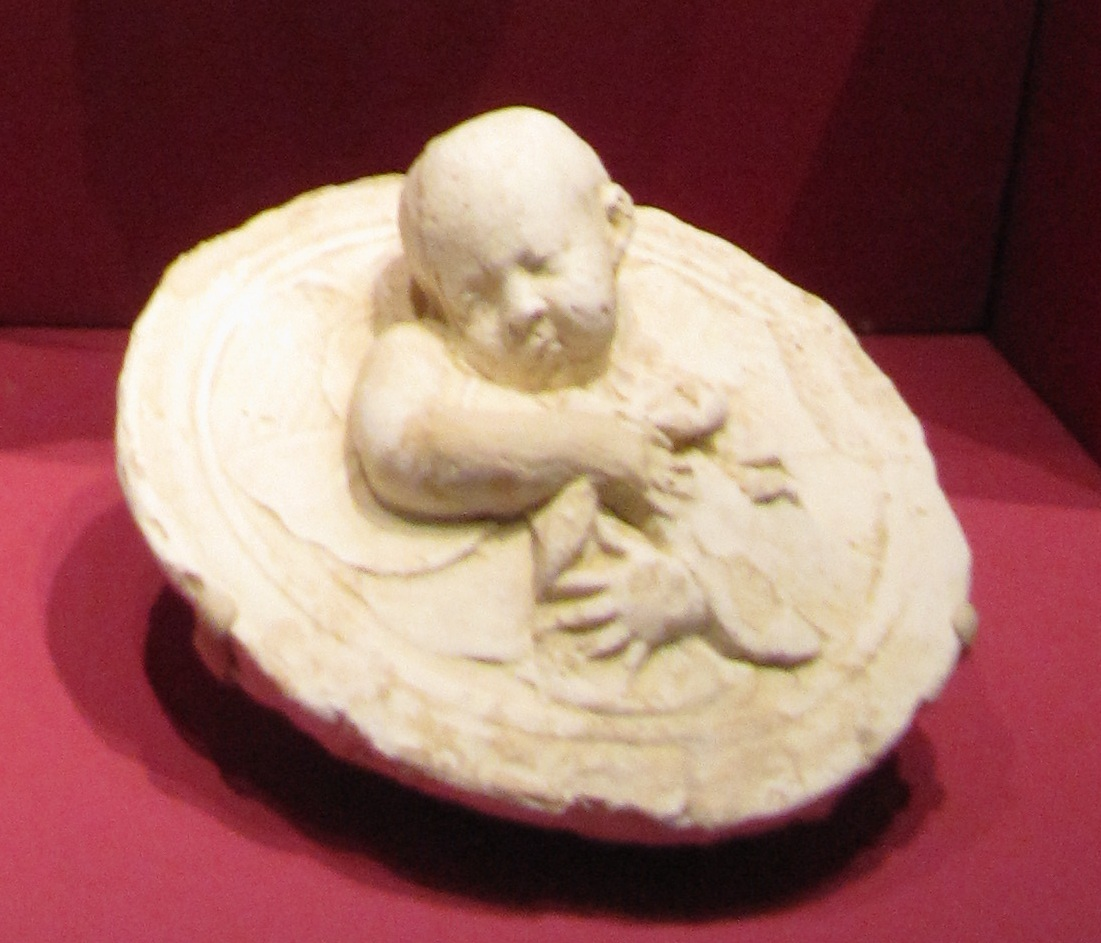
Гіпсовий медальйон Амур і Психея (1 ст. н. е.), розкопаний у Беграмі, зібрання Національного музею Афганістану; на виставці в Британському музеї, Лондон.

Деякі збережені приклади свідчать про те, що в античності Амур і Психея могли мати релігійне або містичне значення. Персні з їхньою подобою, деякі з яких походять із римської Британії, можливо, служили амулетом. Гравіровані дорогоцінні камені з Британії представляють духовні муки із зображенням Амура, який підпалює метелика. Обидва вони також зображені на високому рельєфі на римських домашніх гіпсових виробах масового виробництва з I по II століття нашої ери, знайдених під час розкопок у греко-бактрійських купецьких поселеннях на стародавньому Шовковому шляху в Беграмі в Афганістані (див. галерею нижче). Алегоричне поєднання зображує досконалість людської любові в інтегрованих обіймах тіла та душі («психе» з грецької означає метелик, символ трансцендентного безсмертного життя після смерті). На саркофагах пара часто здається алегорією кохання, яке долає смерть.
Рельєф із зображенням Амура та Психеї був виставлений у мітреї Капуї, але незрозуміло, чи виражає він мітраїстський пошук порятунку, чи це просто тема, яка приваблювала людину з інших причин. На початку так званої Літургії Митри Психея закликається з «Провидінням» (Pronoia).
У пізню античність подружжя часто зображували в обіймах «підборіддя до підборіддя», жесті «еротичного спілкування» з давньою історією. Відкриття окремо розташованих скульптур подружжя вплинуло на кілька значущих творів сучасності.
Інші зображення, що збереглися з часів античності, включають ілюстрацію на папірусі 2-го століття, можливо, оповідання, і фреску на стелі в Трірі, виконану під час правління Костянтина I.

#### Модерна епоха

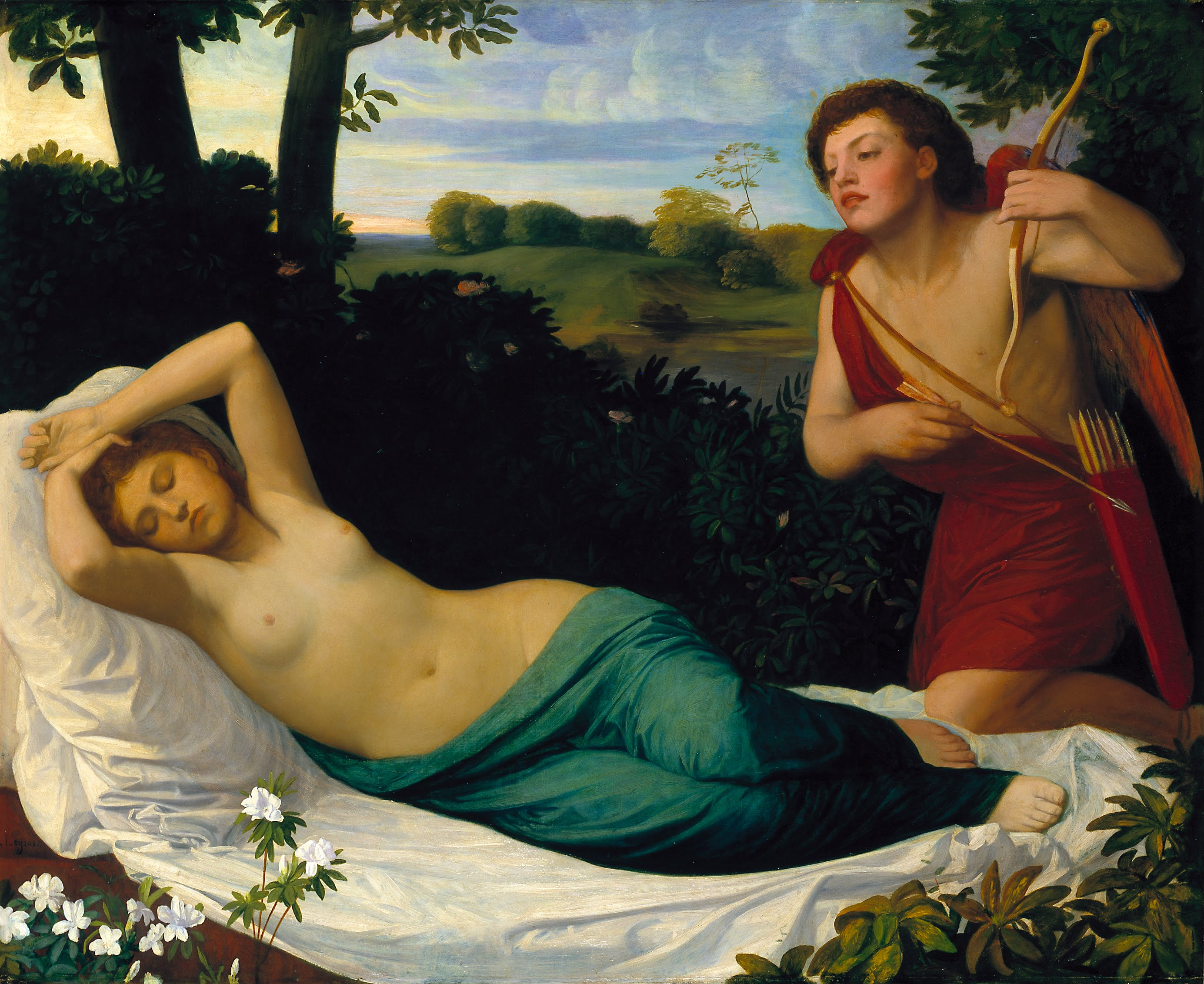
«Амур і Психея» (1867) Альфонса Легроса, критикований за те, що жіноче оголення є «звичним явищем».

Твори мистецтва поширилися після повторного відкриття тексту Апулея, у поєднанні з впливом класичної скульптури. У середині XV століття Амур і Психея стали популярним сюжетом для італійських весільних скринь (кассоні), особливо для Медічі. До вибору, швидше за все, підштовхнула християнізована алегорія Боккаччо. Найраніший із цих кассонів, датований різними роками 1444—1470 роками, описує розповідь у двох частинах: від зачаття Психеї до її покинення Купідоном; і її поневіряння, і щасливий кінець. З весіллям Пелея та Фетіди тема була найпоширенішим вибором для опису картин Бенкету богів, які були популярні від Ренесансу до північного маньєризму.
«Амур і Психея» є багатим джерелом для сценаріїв, і кілька художників створили цикли робіт, засновані на ньому, включаючи фрески на віллі Фарнезіна (бл. 1518) Рафаеля та його майстерні; фрески в Палаццо дель Те (1527–28) Джуліо Романо; гравюри «Майстра матриці» (середина XVI ст.); і картини прерафаеліта Едварда Берн-Джонса (1870–90-ті роки). Берн-Джонс також виконав серію з 47 малюнків, призначених як ілюстрації до вірша Морріса. Амур і Психея були темою єдиного циклу гравюр, створених німецьким символістом Максом Клінгером (1857—1920) для ілюстрації цієї історії.
Особливий інтерес до весілля як теми північного маньєризму випливає з великої гравюри 1587 року Гендріка Гольціуса в Гарлемі, на якій зображено малюнок Бартоломеуса Шпрангера (нині Рейксмузей), який Карел ван Мандер привіз із Праги, де Шпрангер був придворним художником Рудольфа II. «Свято богів під час одруження Амура та Психеї» було таким великим: 16 7/8 x 33 5/8 дюйма (43 х 85,4 см), що воно було надруковане з трьох різних пластин. Показано понад 80 фігур, розміщених у хмарах над світовим пейзажем, який можна побачити внизу. Композиція запозичена з версій Рафаеля та Джуліо Романо.
Найпопулярнішими сюжетами для окремих картин чи скульптур є подружжя наодинці або дослідження фігури Психеї, яку іноді зображують у композиціях, що нагадують сплячу Аріадну, коли її знайшов Діоніс. Використання наготи або сексуальності в зображенні Амура та Психеї іноді ображає сучасне почуття. У 1840-х роках Національна академія мистецтв заборонила картину Вільяма Пейджа «Амур і Психея», яку називають, мабуть, «найбільш еротичним малюнком в Америці XIX століття». Класичний сюжет можна було б представити в термінах реалістичної оголеності: у 1867 році жіноча фігура в «Амурі і Психеї» Альфонса Легро була розкритикована як «звичайна оголена молода жінка». Але в той самий період Амур і Психея також зображувалися цнотливо, як у пасторальних скульптурах «Психея» (1845) Таунсенда та «Амур і Психея» (1846) Томаса Увінса, які були придбані королевою Вікторією та її чоловіком Альбертом, завзятими колекціонерами оголеного тіла в 1840-х і 50-х роках.
Зображення лише Психеї часто не обмежуються ілюстрацією сцени з Апулея, але можуть спиратися на ширшу платонівську традицію, у якій Любов була силою, яка формувала особистість. «Покинута Психея» Жака-Луї Давида, ймовірно заснована на версії Лафонтена, зображує момент, коли Психея, порушивши табу на погляд на свого коханого, залишається самотньою на скелі, її нагота виражає позбавлення володіння, а кольорова палітра — психологічне «відчуження». Роботу розглядали як «емоційну проксі» власної ізоляції та відчаю художника під час його ув'язнення, що стало результатом його участі у Французькій революції та спілкування з Робесп'єром.

#### Галерея
Скульптура

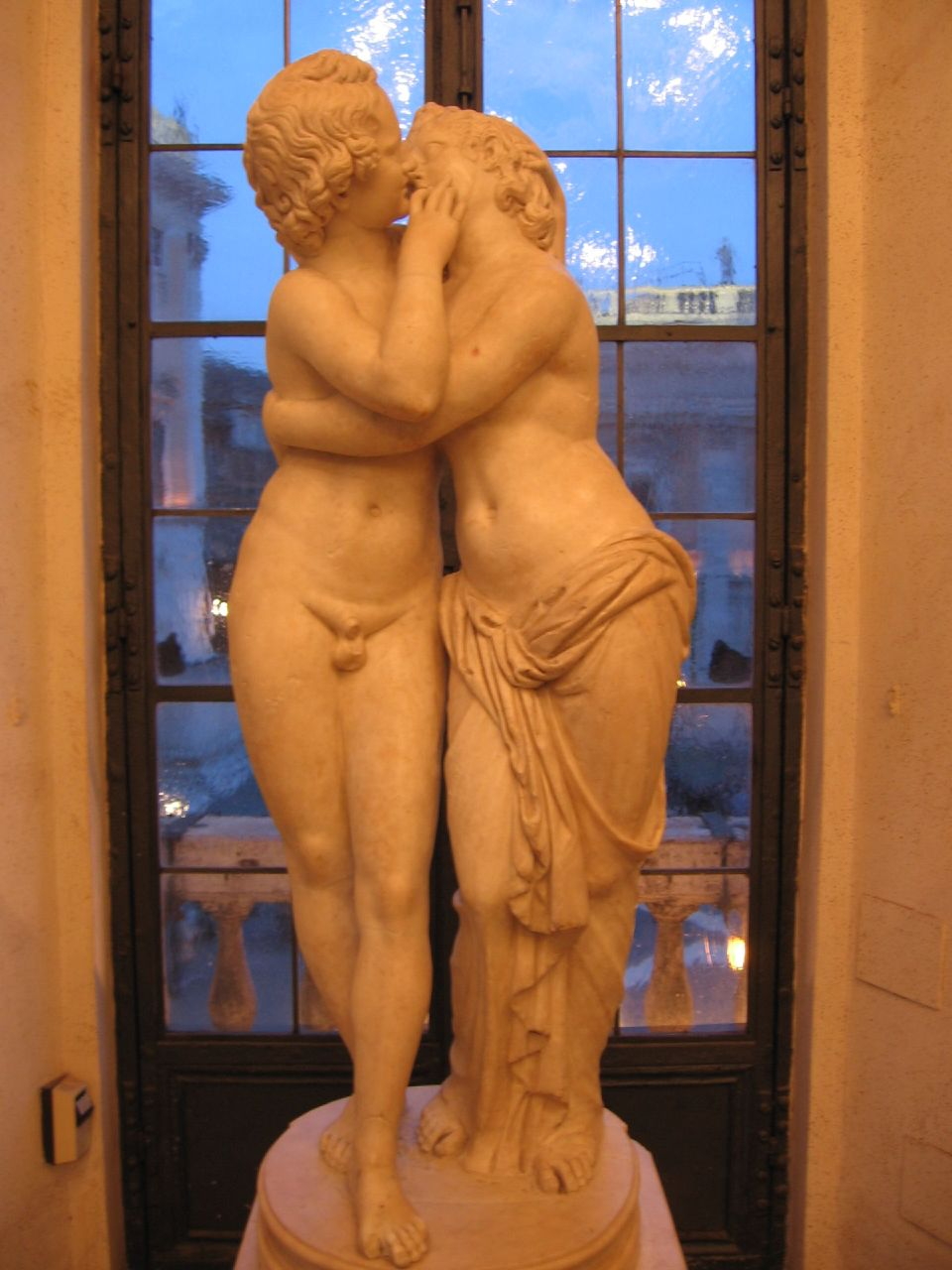
«Амур і Психея» (з оригіналу II ст. до н. е.)
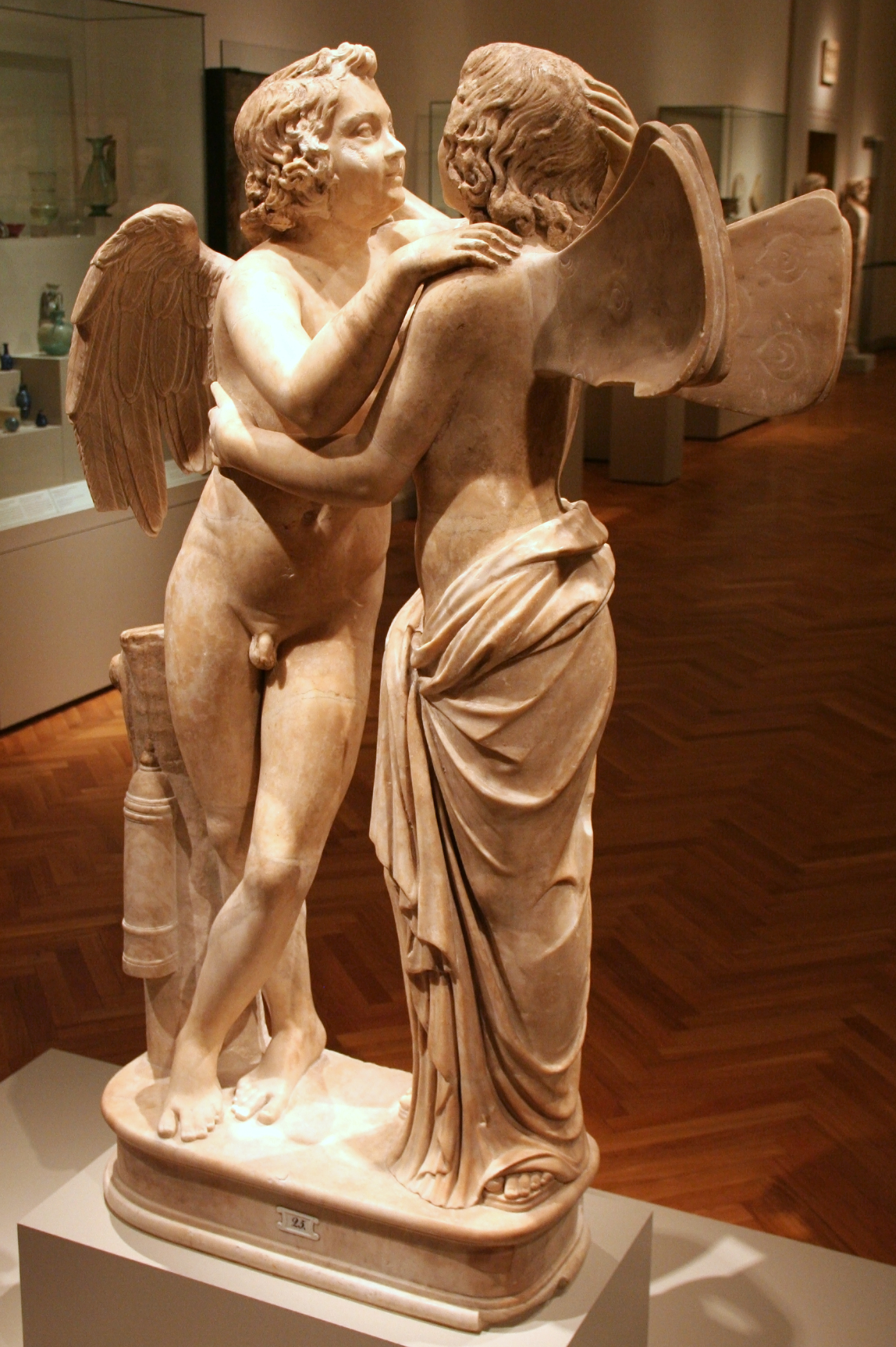
«Амур і Психея» (бл. 150 р. н. е.)
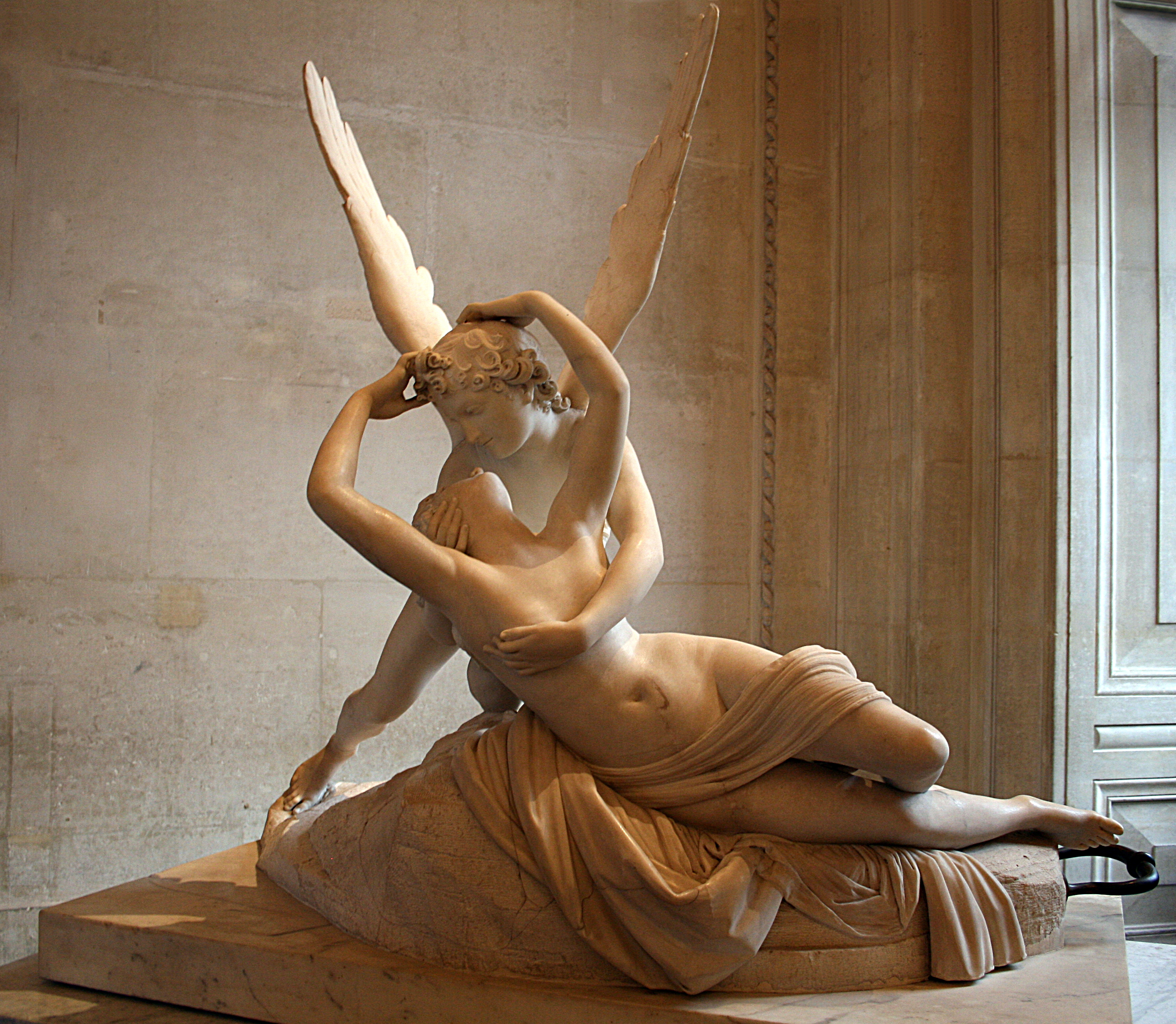
«Психея, оживлена поцілунком Купідона» (1793) Антоніо Канова, Лувр
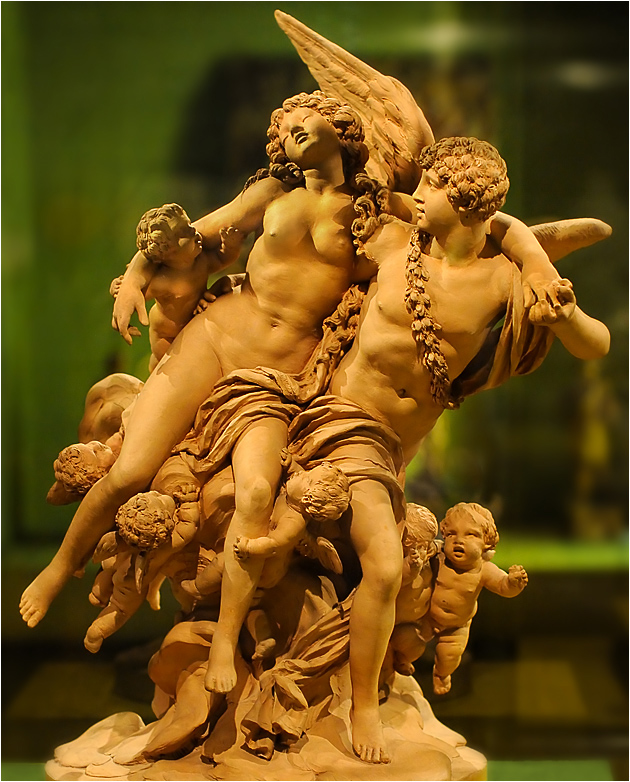
«Амур і Психея» Клодіона (пом. 1814)
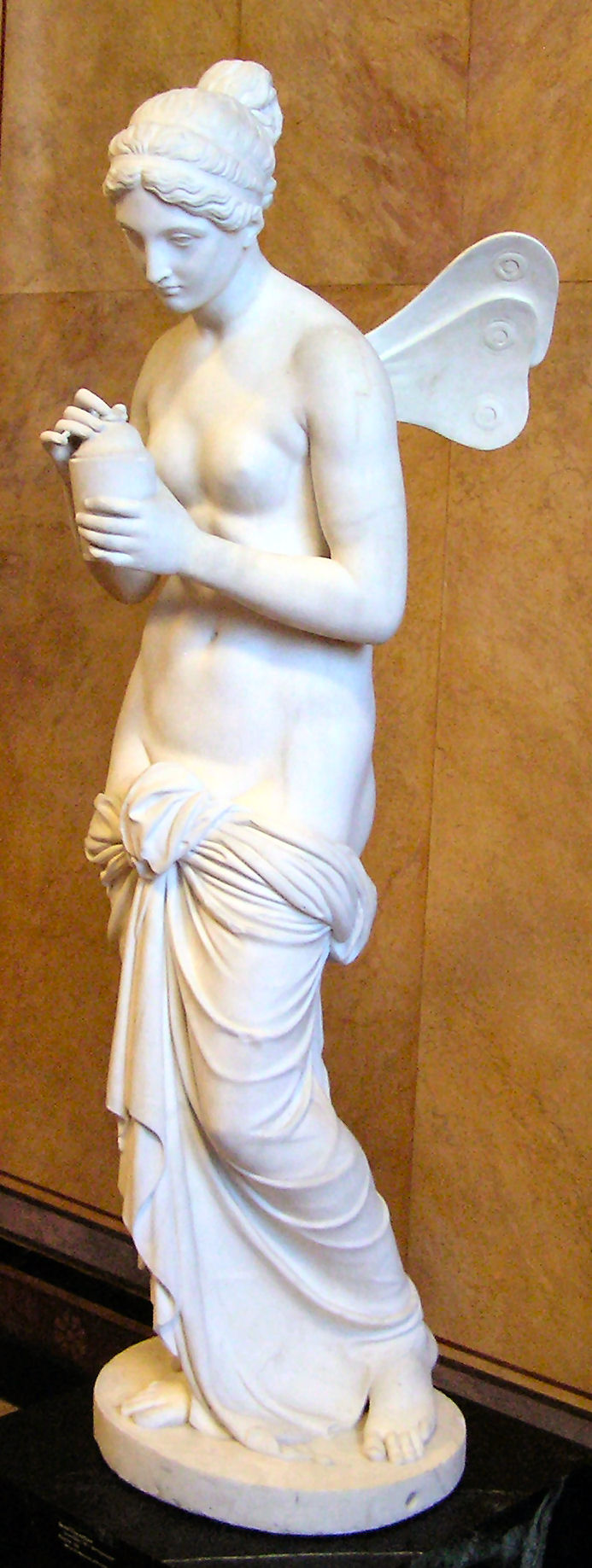
«Психея» Бертеля Торвальдсена (пом. 1844)
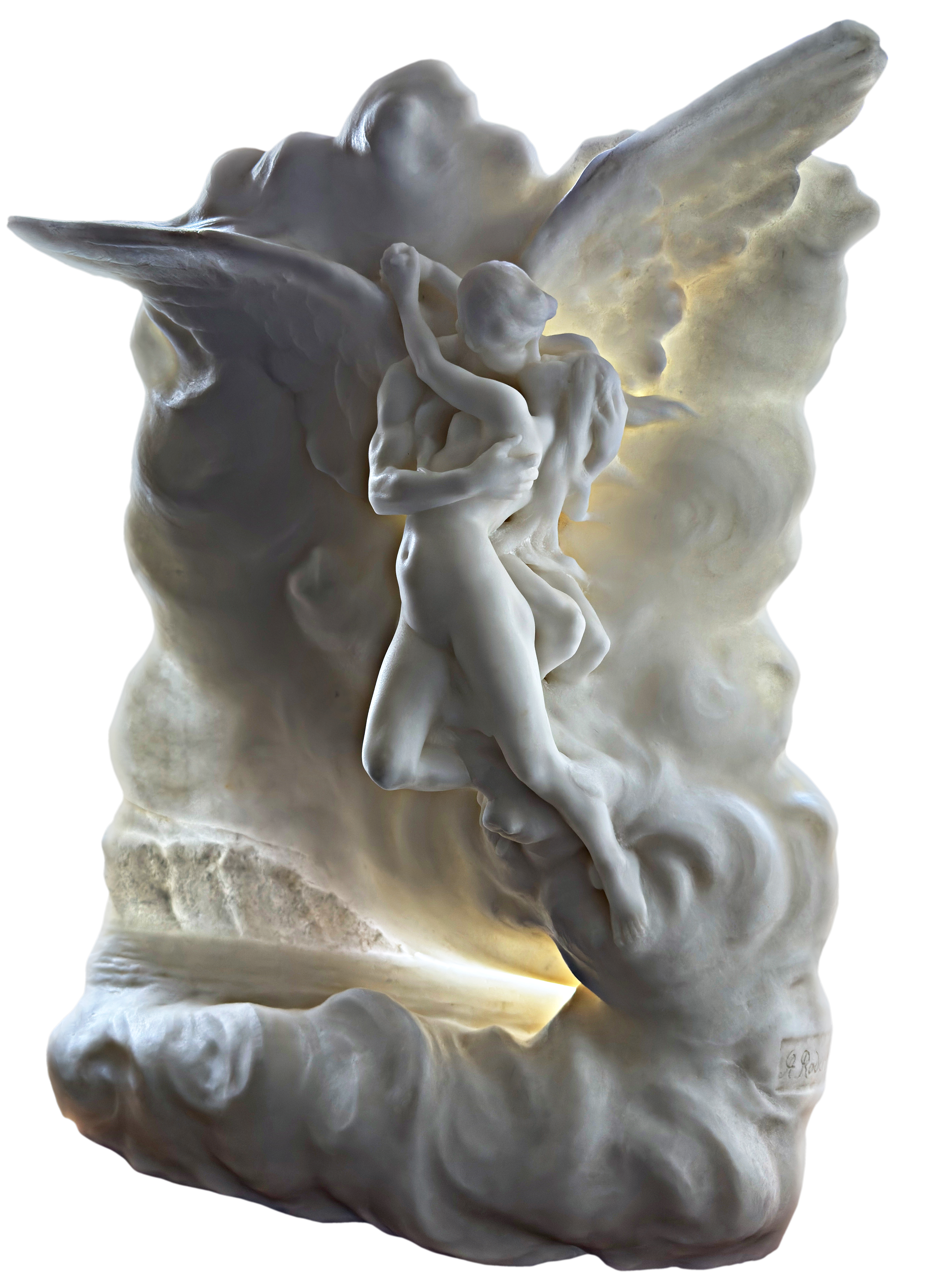
«Амур і Психея. Поцілунок» (1885) Огюста Родена, приватна колекція

#### Картини

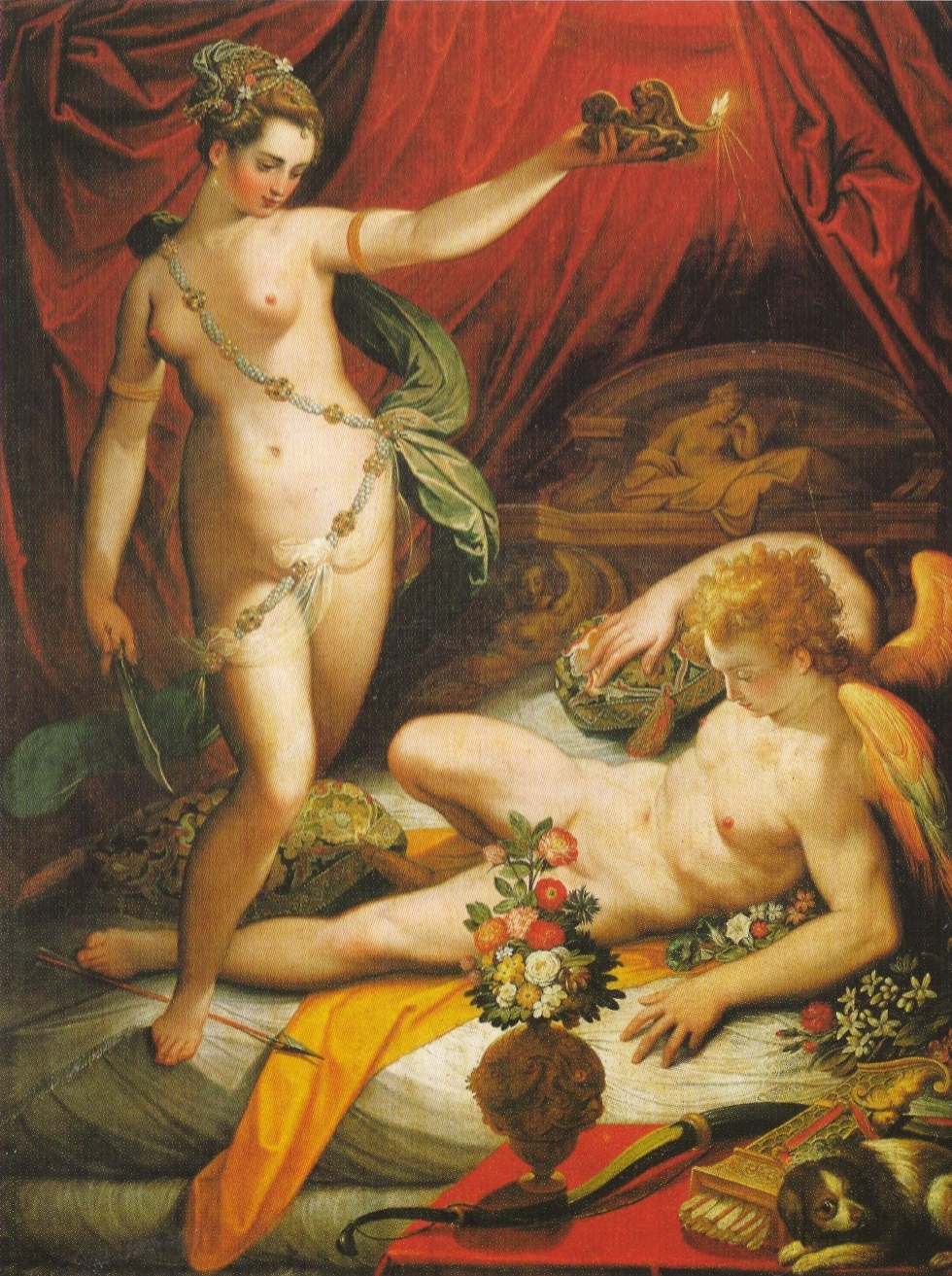
«Амур і Психея» (1589) Якопо Дзуккі
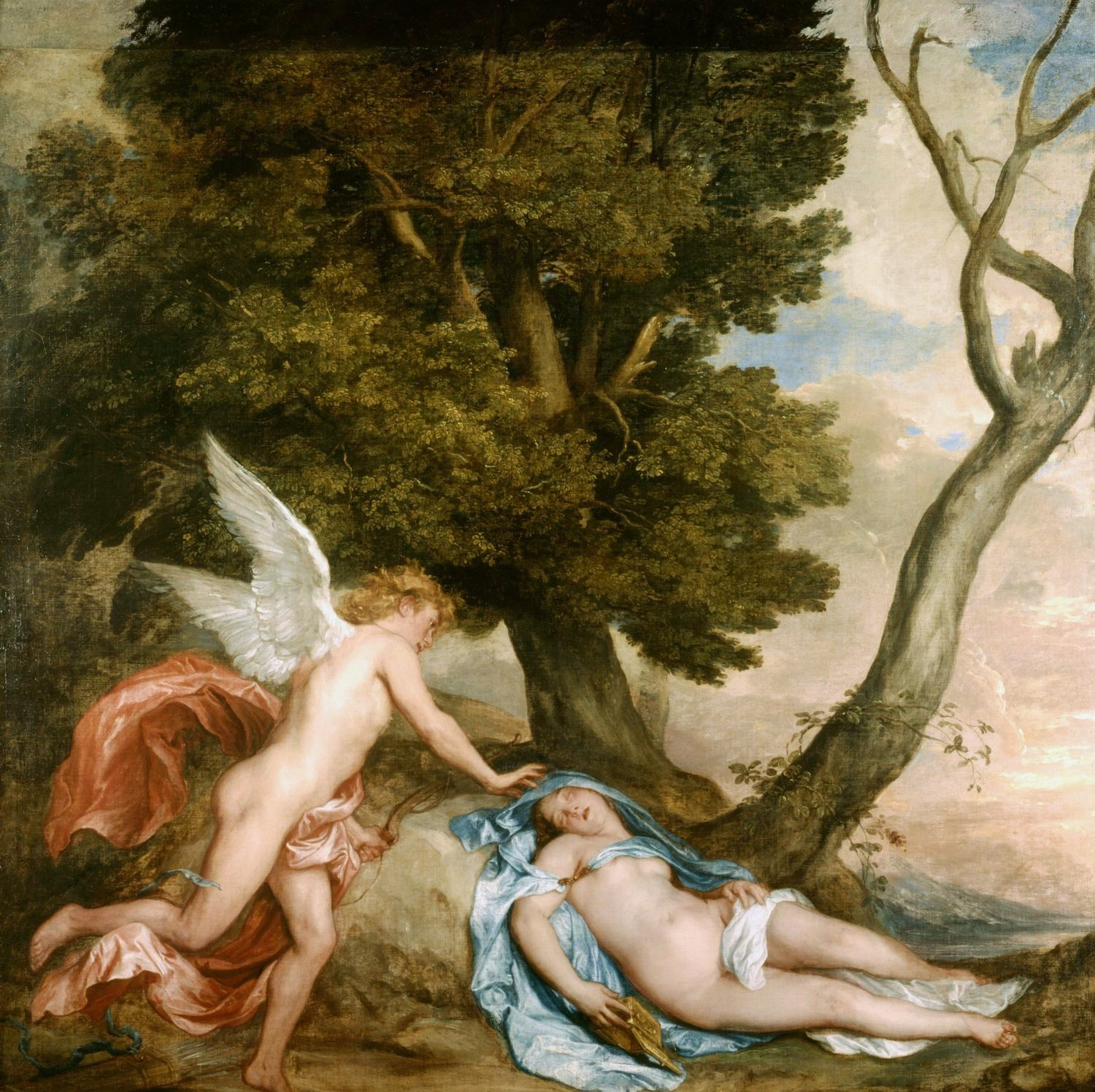
«Амур і Психея» (1639–40) Ентоні ван Дейка: Амур знаходить сплячу Психею.
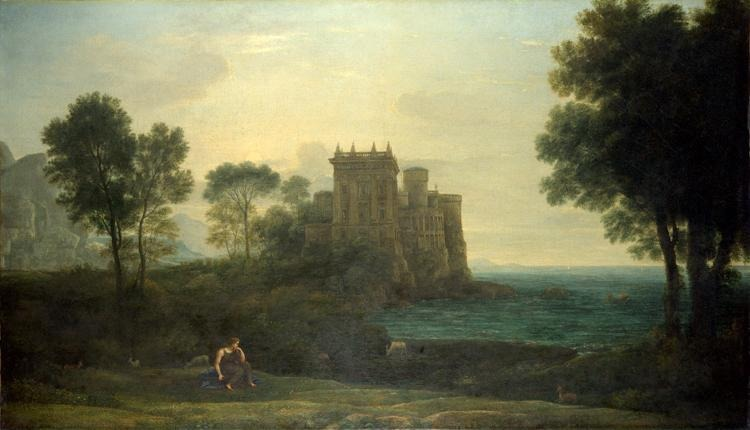
«Пейзаж із Психеєю поза палацом Купідона» («Зачарований замок») (1664) Клод Лоррен
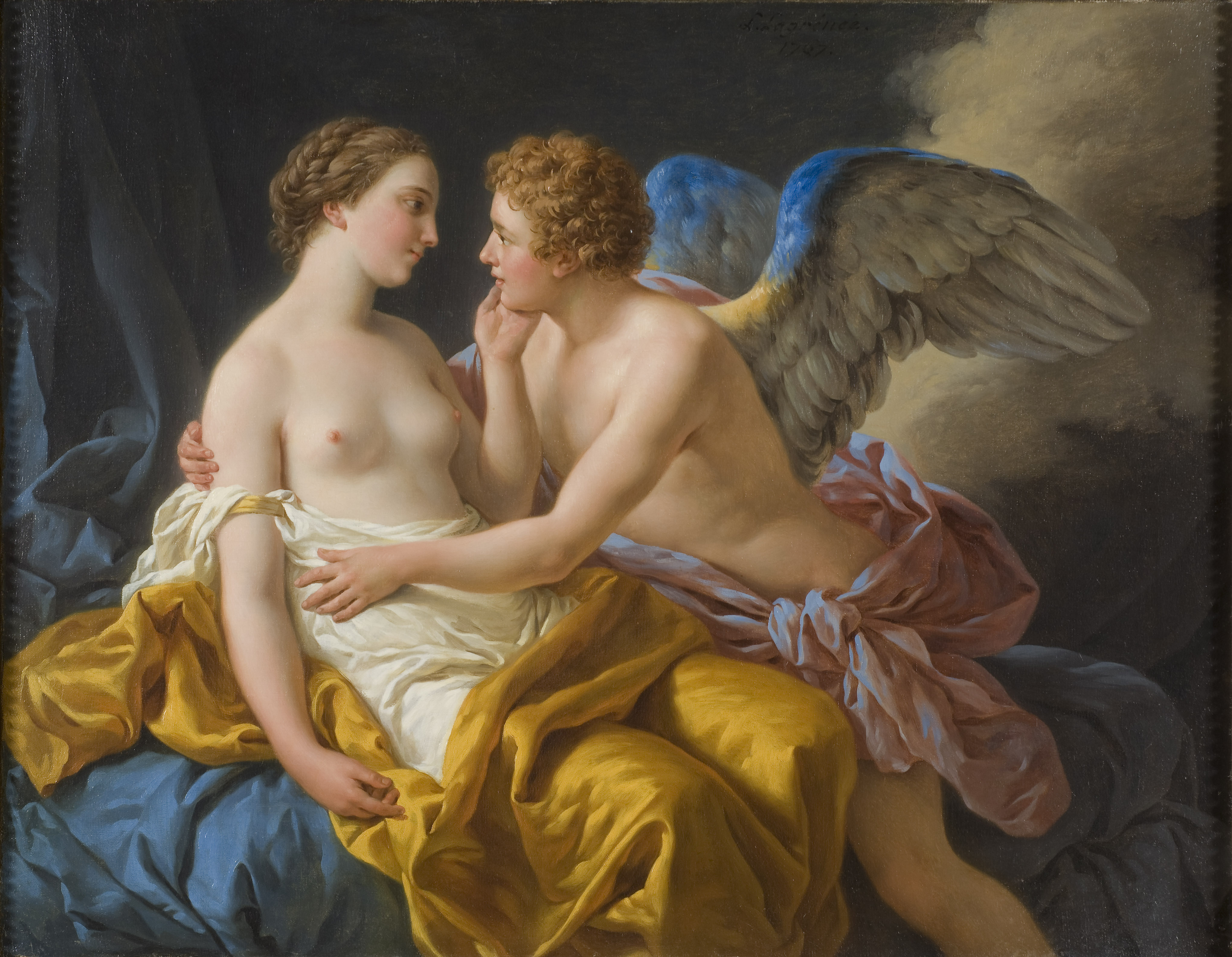
«Амур і Психея» (1767) Луї-Жан-Франсуа Лагрене
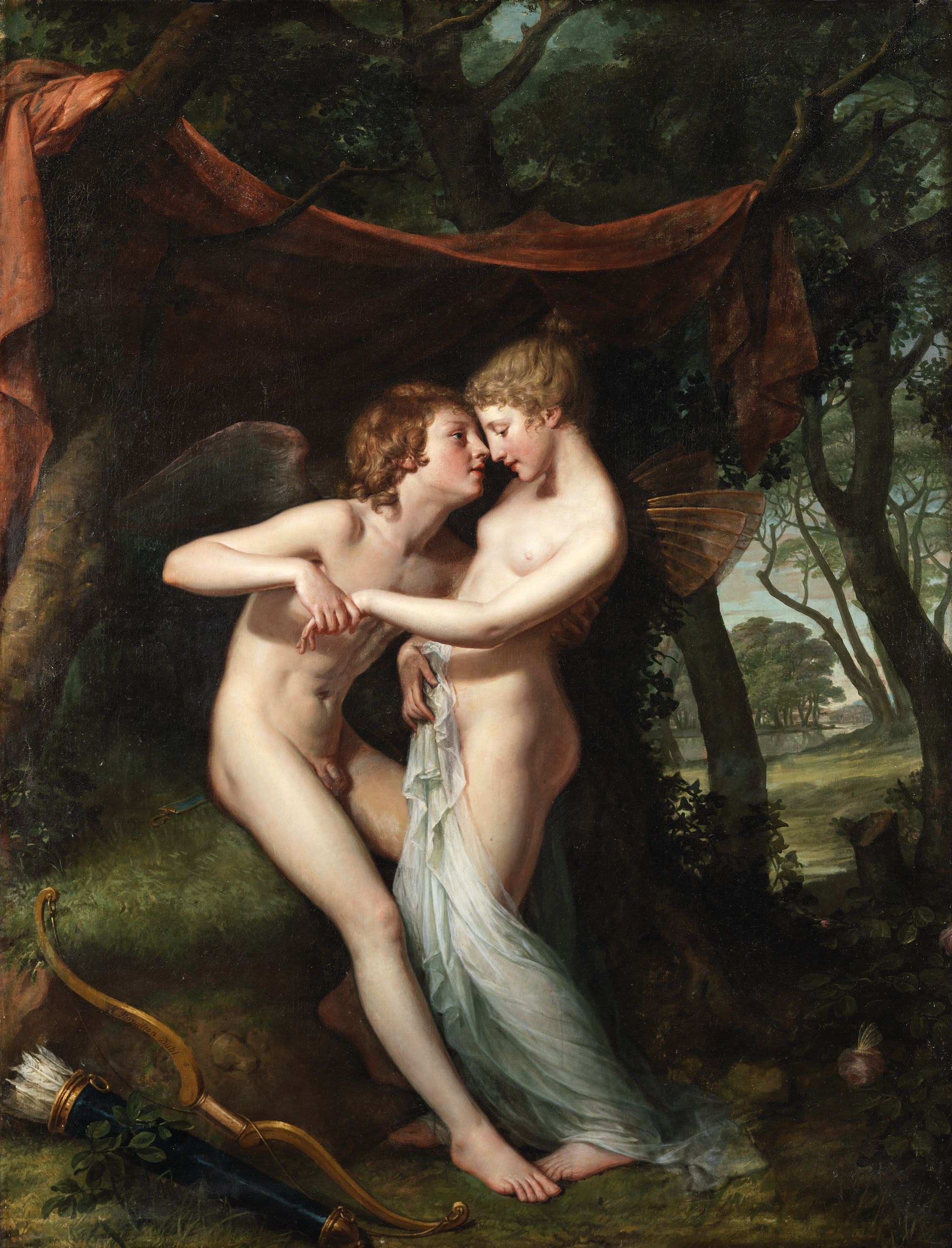
«Амур і Психея у весільній альтанці» (1792–93) Г’ю Дуглас Гамільтон
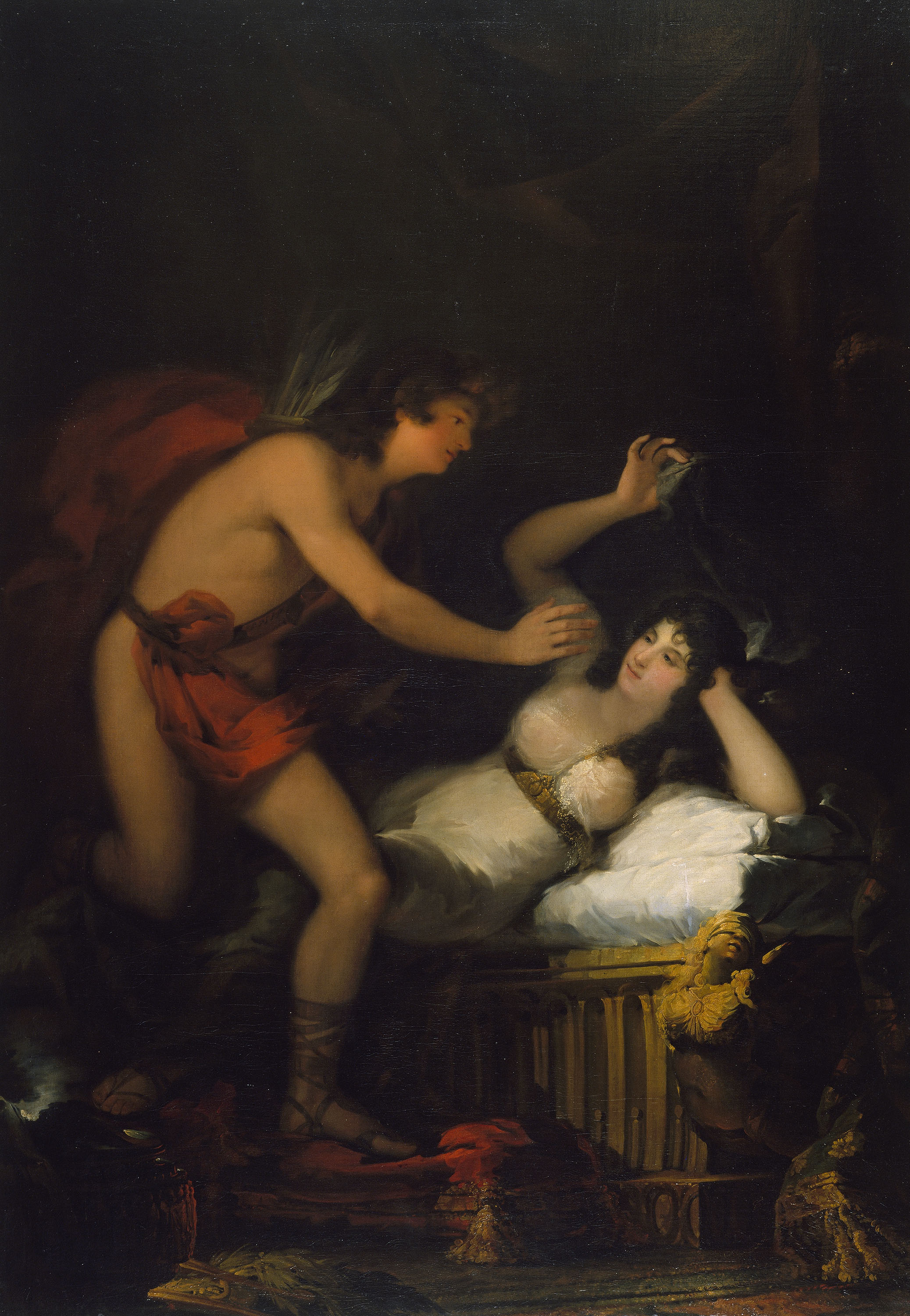
«Алегорія кохання, Амур і Психея» (між 1798 і 1805) Гоя
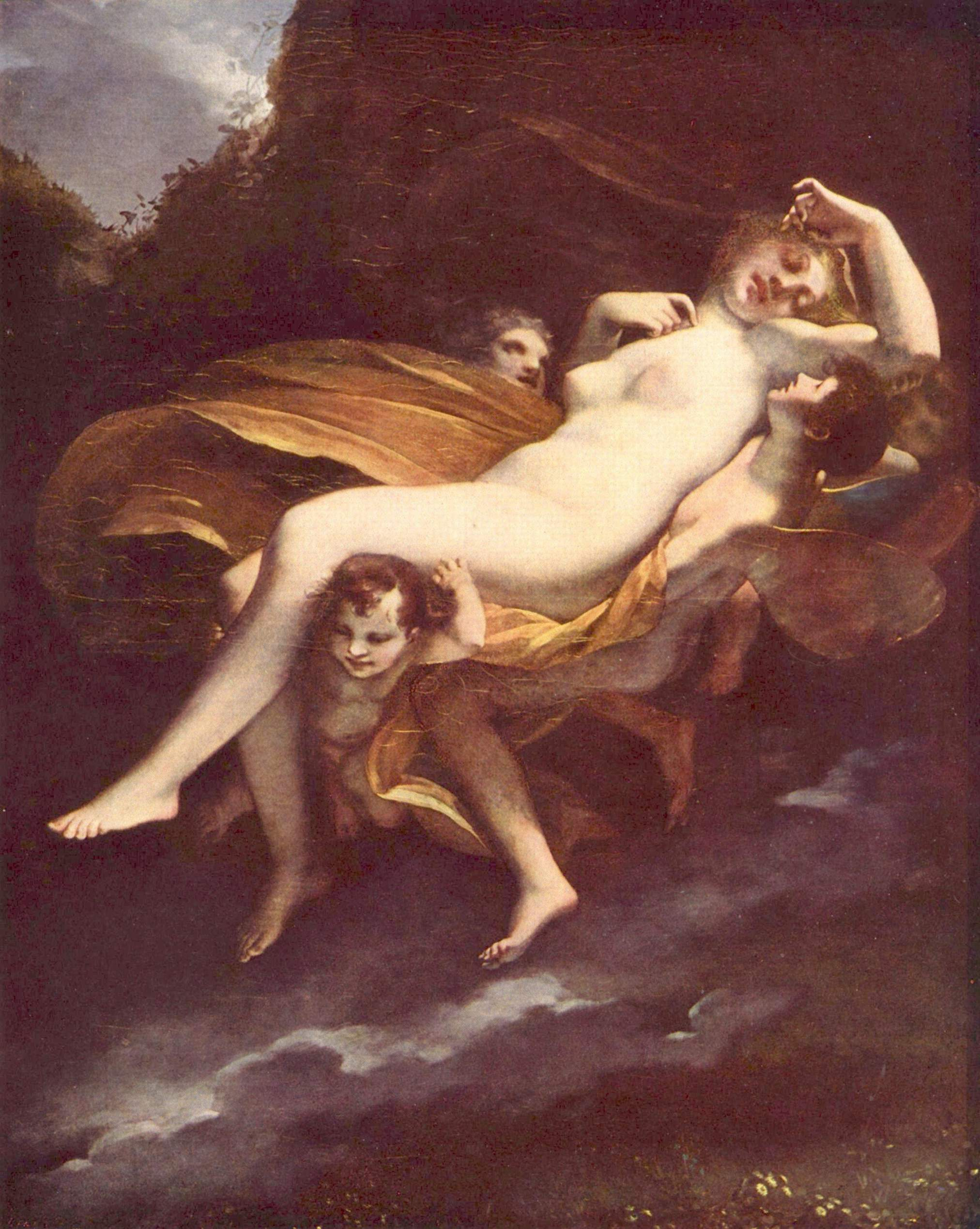
«Психея, піднесена зефірами» (Романтизм, c. 1800) П’єр-Поль Прудон
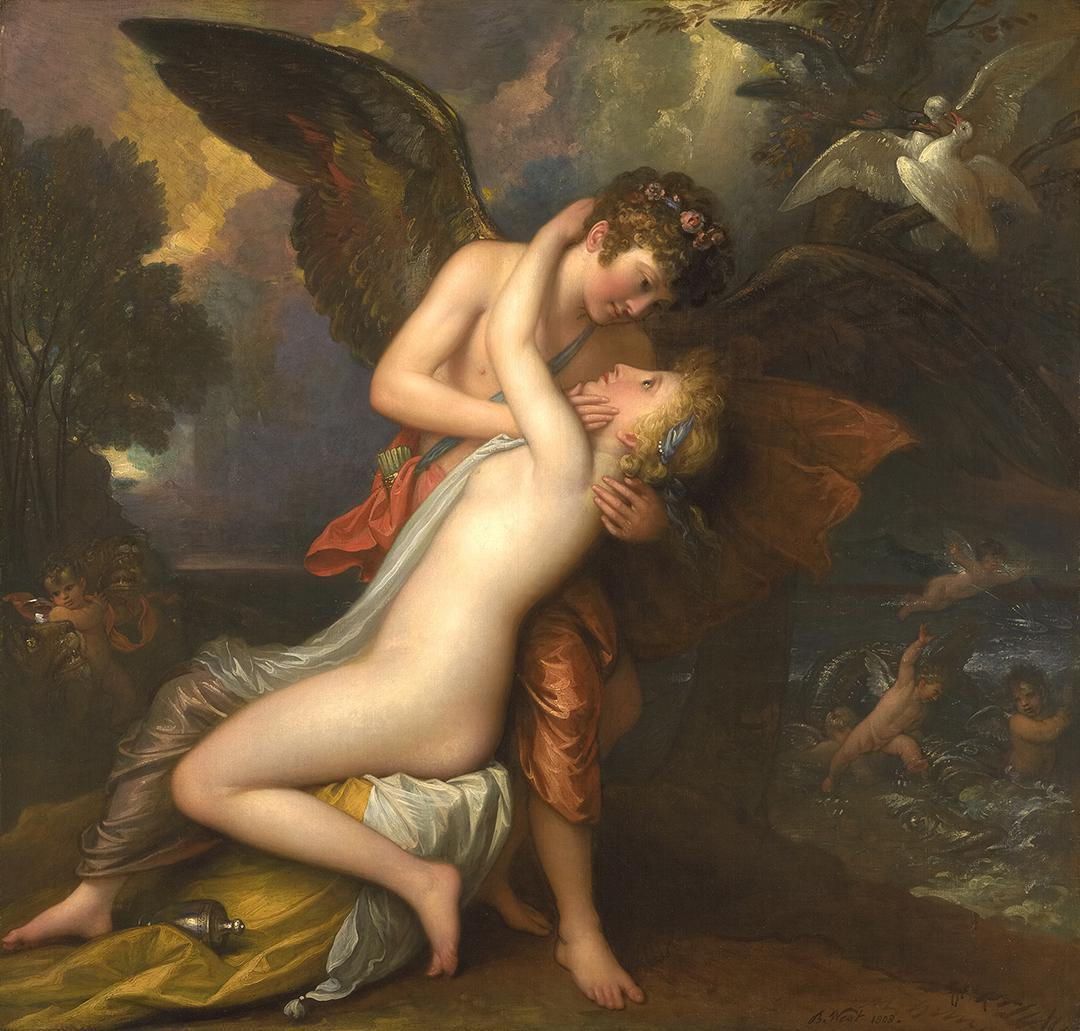
«Амур і Психея» (1808) Бенджамін Вест
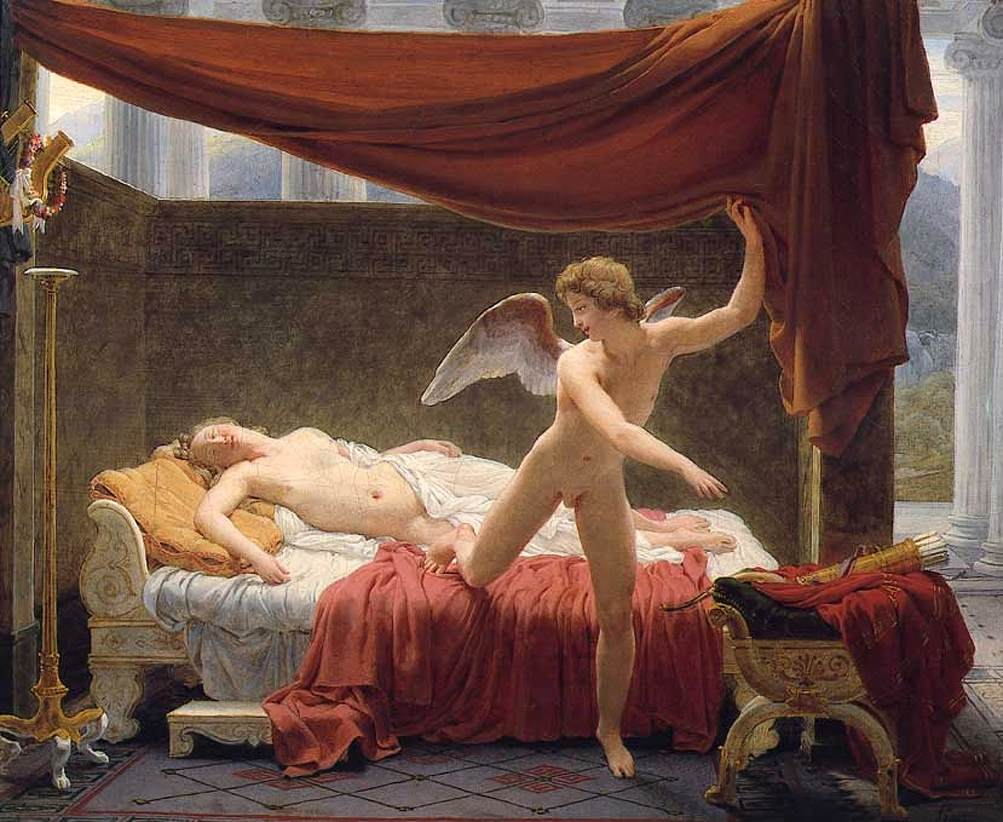
«Покинута Психея» (бл. 1817), Франсуа-Едуард Піко
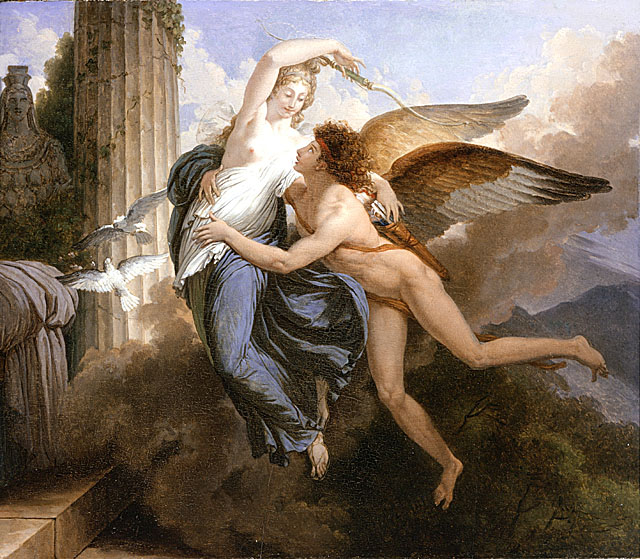
«Амур і Психея» (1843) Жан-П'єра Сен-Ура
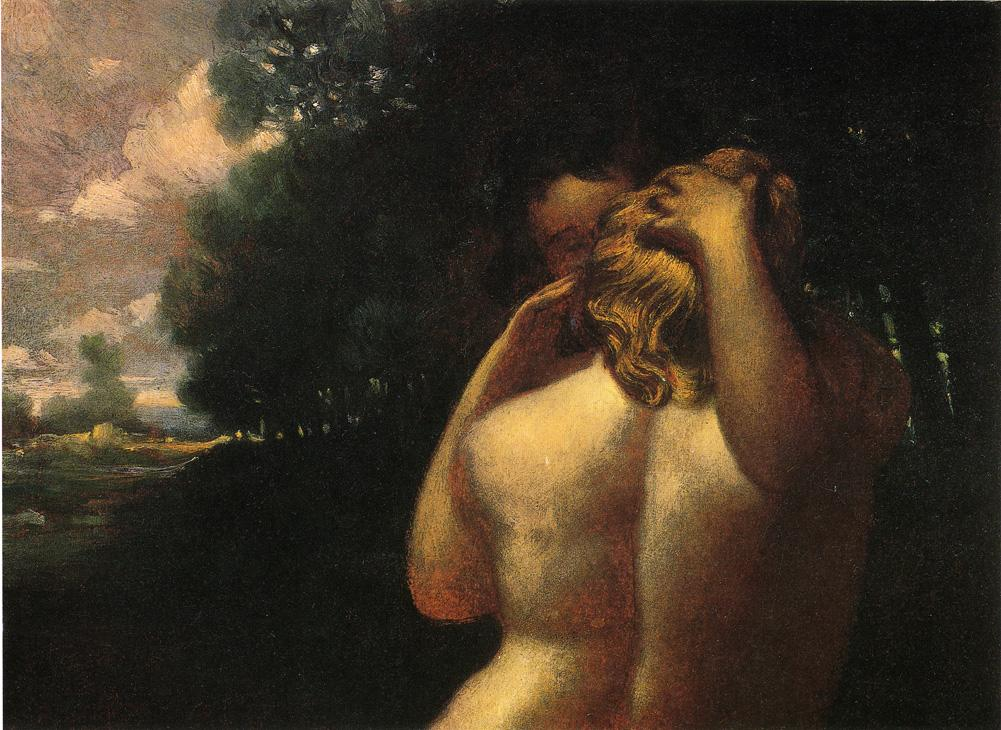
«Амур і Психея» (1843) Вільяма Пейджа
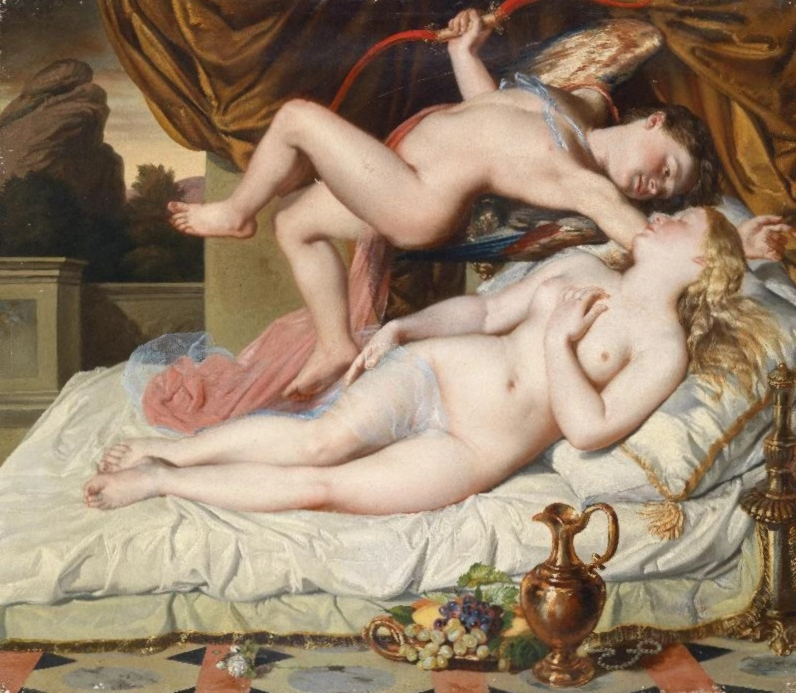
«Амур і Психея» (1850–55) Каролі Броккі
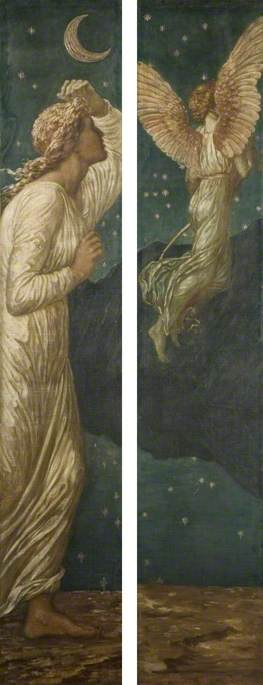
«Амур, що відлітає від Психеї» (між 1872 і 1881 роками) , Едвард Берн-Джонс
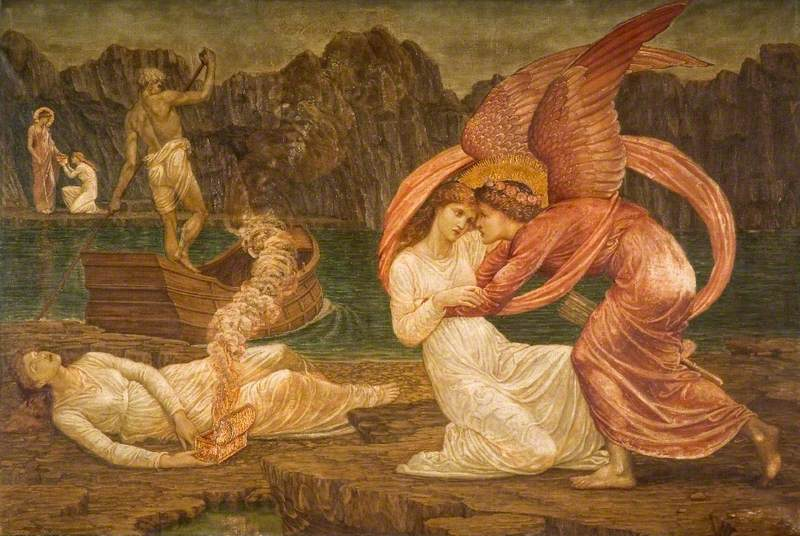
«Психея отримує скриньку назад» (між 1872 і 1881 роками) Едвард Берн-Джонс
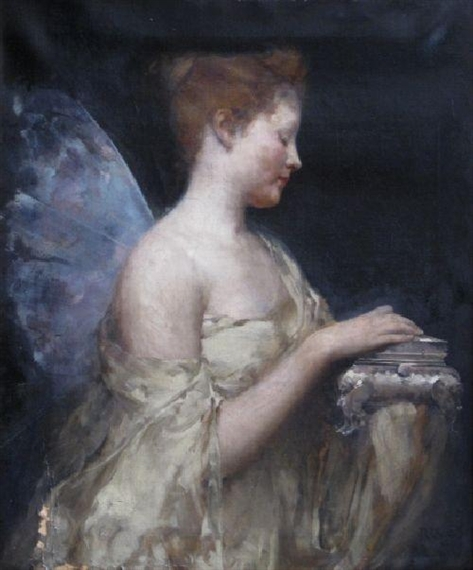
«Психея» (1890) Джона Рейнхарда Вегеліна
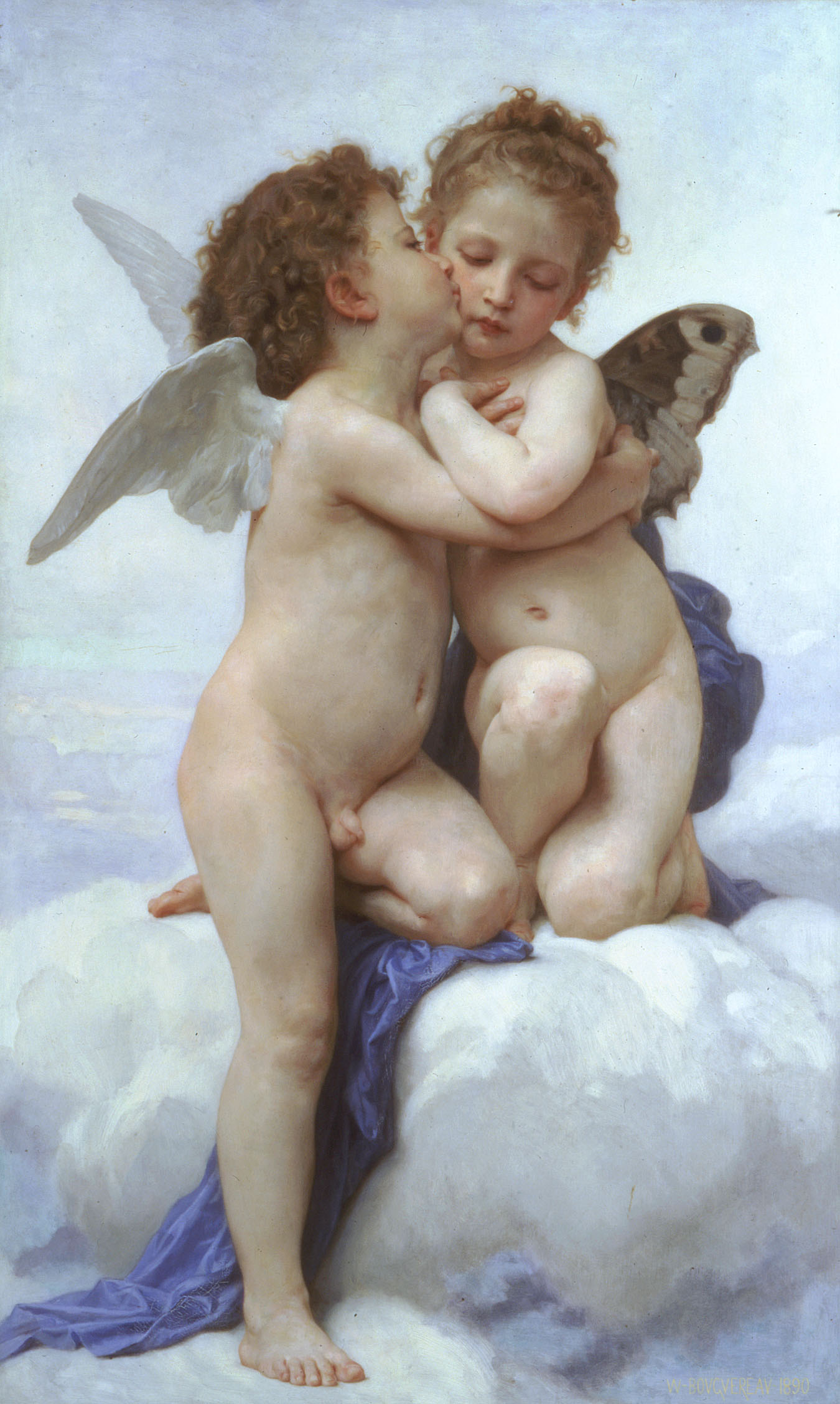
«Амур і Психея, діти» (1890) Вільям-Адольф Бугро
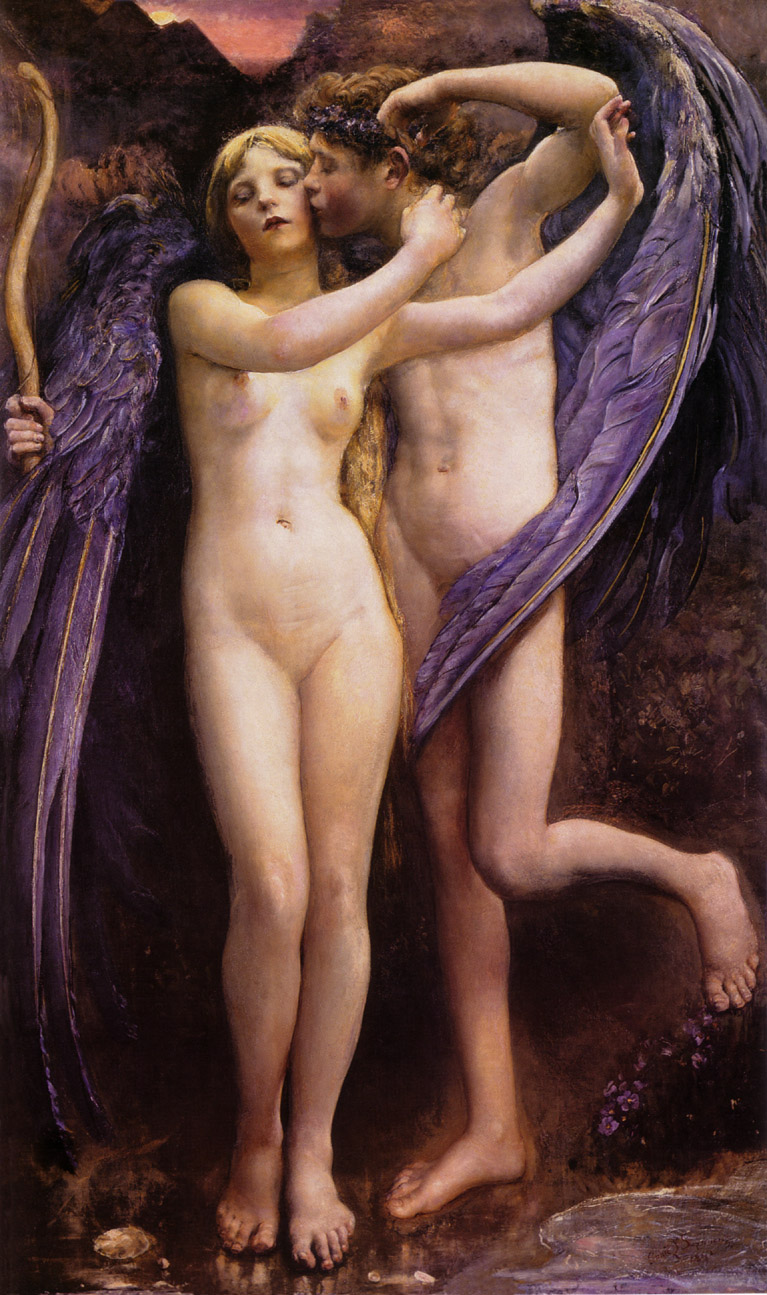
«Амур і Психея» (1891) Енні Свіннертон
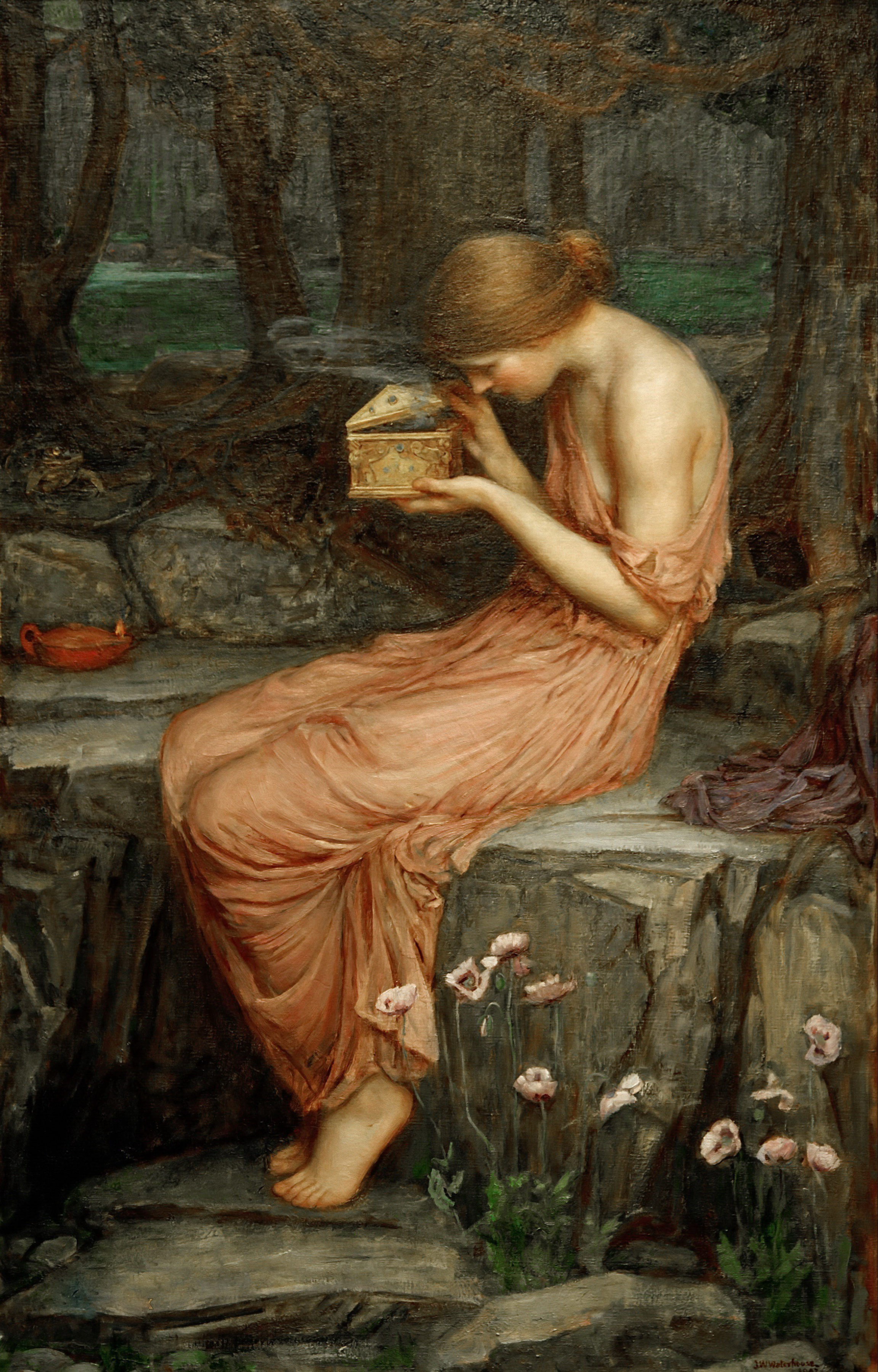
«Психея відкриває золоту скриньку» (1903) Джон Вільям Вотерхаус
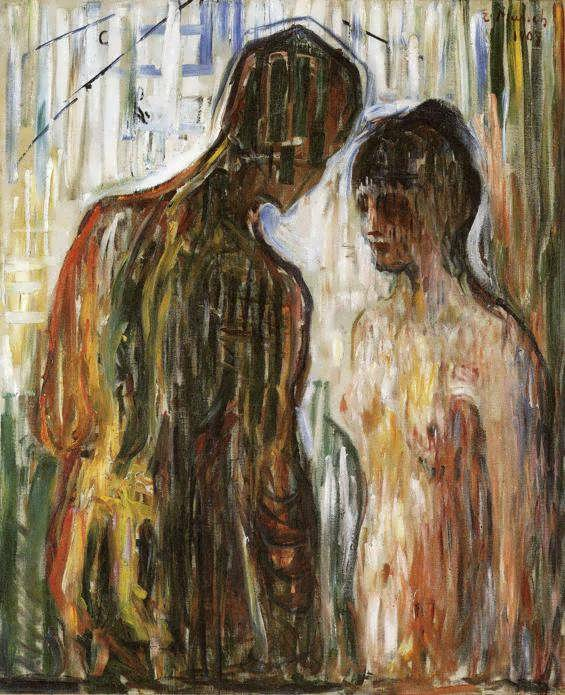
«Амур і Психея» (1907) Едварда Мунка

### Мистецтво
- Центр оновлення мистецтва: «Купідон і Психея» Шаррела Е. Гібсона (Приклади та обговорення Амура і Психеї в живописі.)
- Іконографічна база даних Інституту Варбурга (близько 470 зображень Амура та Психеї)
- Гравюри «Казка про Амура і Психею» Маестро дель Дадо та Агостіно Венеціано з колекції Де Верда